# Agriculture en Mésopotamie
Sauf précision contraire, les dates de cet article sont sous-entendues « avant l'ère commune », c'est-à-dire « avant Jésus-Christ ».
L'agriculture est l'activité économique principale de la Mésopotamie antique. Soumis à des contraintes fortes, notamment l'aridité et des sols pauvres, les paysans mésopotamiens ont développé des stratégies efficaces permettant de soutenir le développement des premiers États, des premières villes puis des premiers empires connus, sous l'égide des institutions dominant l'économie, à savoir les palais royaux et provinciaux, les temples et les domaines des élites. Elle repose avant tout sur la culture des céréales (l'orge surtout) et l'élevage ovin, mais aussi les légumineuses ou encore le palmier-dattier au sud et la vigne au nord.
Il faut en réalité distinguer deux agricultures mésopotamiennes, correspondant à deux grands domaines écologiques, que recouvrent largement des oppositions culturelles. D'abord l'agriculture du Sud mésopotamien (ou Basse Mésopotamie), les pays de Sumer et d'Akkad qui plus tard deviennent la Babylonie, soumise aux plus fortes contraintes en raison de précipitations quasi inexistantes, qui repose sur une agriculture irriguée à grande échelle, les domaines des temples, et a réussi à atteindre des rendements élevés. L'agriculture du Nord mésopotamien (ou Haute Mésopotamie), les pays intégrés dans l'Assyrie à l'époque récente, disposant de précipitations suffisantes pour pratiquer une agriculture sèche la plupart du temps, se caractérise par un poids moins important de l'irrigation et des grands domaines institutionnels, et des rendements généralement plus faibles.
En l'absence de fouilles en milieu rural, notre connaissance de l'agriculture de la Mésopotamie antique repose essentiellement sur les textes anciens, notamment les nombreux actes de la pratique concernant des ventes de champs, des contrats d'exploitation ou des prêts à destination d'agriculteurs, ainsi que l'abondante documentation retrouvée dans les bâtiments administratifs des palais et temples des cités mésopotamiennes. L'organisation économique de cette activité est donc abondamment documentée, de même que les pratiques culturales et l'élevage, mais de nombreuses incertitudes demeurent encore.

## Paysages et aménagements agricoles
La Mésopotamie est un espace peu propice au développement d'une agriculture prospère, en particulier sa moitié sud qui est un espace très aride aux sols pauvres. Mais les aménagements humains, tirant profit des quelques potentialités de ce milieu (présence de grands fleuves et relief bas et plat) ont renversé ces contraintes et fait de la Basse Mésopotamie un des espaces agricoles les plus productifs du monde antique, tandis qu'au nord les incertitudes de la production étaient plus importantes en raison de conditions climatiques très fluctuantes d'une année sur l'autre. Il en a donc résulté plusieurs grands ensembles de paysages agraires reflétant la diversité de l'agriculture de la Mésopotamie antique.

### Conditions naturelles

Les ensembles régionaux de l'agriculture mésopotamienne antique.

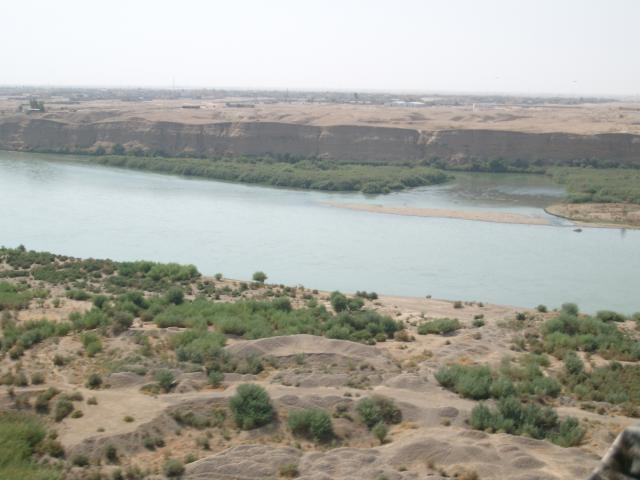
Le Tigre coulant dans les plateaux de la région de Mossoul de nos jours, en Haute Mésopotamie.

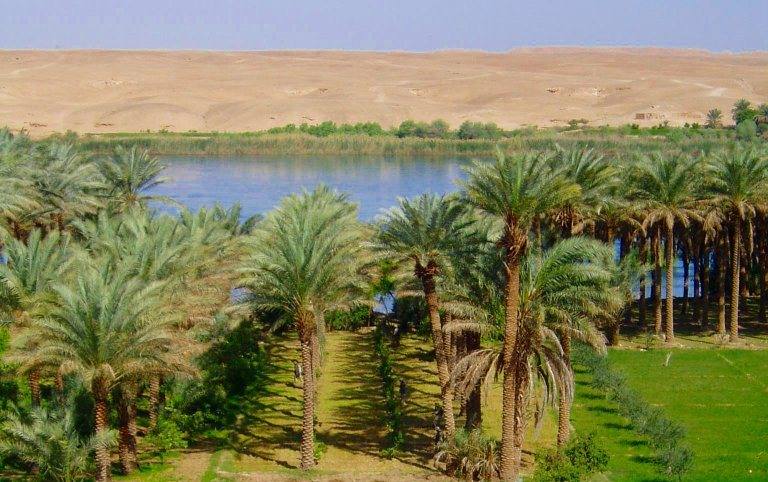
Palmeraie dans la basse vallée de l'Euphrate de nos jours.

Le milieu naturel de la Mésopotamie antique était peu différent des conditions observables de nos jours dans cette région.
Ce n'était cependant pas le cas auparavant, le Sud mésopotamien ayant vu son environnement considérablement changer durant les derniers millénaires de la Préhistoire : avec la fin de la dernière période glaciaire le niveau du rivage a remonté considérablement et submergé des espaces dans l'actuel Golfe persique, jusqu'alors probablement occupés par des communautés humaines, tandis que les fleuves ont charrié de nombreux limons qui ont continuellement modifié la topographie de la région. L'environnement de l'extrême-sud mésopotamien était probablement plus humide durant les dernières phases de la Préhistoire (période d'Obeid et période d'Uruk), avec une économie de subsistance bien différente de celle qui est connue pour les périodes historiques, reposant sans doute bien plus sur l'exploitation des marécages que par la suite, et sans que l'irrigation ne soit nécessaire. Durant ces époques se mettrait progressivement en place le climat aride (et l'agriculture irriguée) caractérisant cette région dans l'Antiquité et jusqu'à nos jours, processus achevé au plus tard au début du IIIe millénaire av. J.-C.. Par la suite la Mésopotamie connaît différentes fluctuations climatiques, notamment des épisodes d'aridité, dont l'impact historique est discuté (en particulier durant les derniers siècles du IIIe millénaire av. J.-C.).
Il apparaît que bien qu'elles aient développé une agriculture parmi les plus prospères des sociétés antiques, les sociétés de la Mésopotamie antique ont dû faire face à de lourdes contraintes : des rivières au régime peu en accord avec le cycle végétatif des céréales domestiques, un climat chaud et sec aux variations interannuelles brutales, des sols généralement minces et salins. Les conditions sont a priori plus favorables au nord qu'au sud, car le premier a des sols plus fertiles et une pluviométrie permettant une agriculture non irriguée. Mais l'importance des fleuves dans le sud, le relief plat facilitant le creusement des canaux et la mise en culture de vastes surfaces étaient des avantages indéniables pour le développement d'une riche agriculture irriguée, au prix de travaux constants.

#### Cours d'eau
Les deux cours d'eau principaux de la Mésopotamie, auxquels la région doit son nom, sont l'Euphrate et le Tigre, deux fleuves qui naissent en Anatolie. Le premier a un cours d'environ 2 800 kilomètres, et le second 1 900 kilomètres. Leur régime est de type pluvio-nival, les hautes eaux ayant lieu au printemps à la suite de la fonte des neiges et aux pluies qui tombent en Haute Mésopotamie. Cela est plus accentué pour le Tigre, qui reçoit des affluents provenant du Zagros durant la seconde partie de son cours tandis qu'en Haute Mésopotamie l'Euphrate n'a que des affluents au débit faible. Son débit est donc moindre, d'autant plus qu'il traverse des régions plus plates et forme un coude en Syrie qui ralentit son cours. Leurs crues ont donc lieu au printemps, en avril pour le Tigre et en mai pour l'Euphrate (donc à peine après les moissons ou en même temps), et leur étiage a lieu en été au moment des plus fortes chaleurs, surtout dans le sud où l'évapotranspiration est très forte. Leur module connaît donc de grandes variations durant l'année, qui vont de 1 à 4. Le débit de l'Euphrate et ses crues étant plus faibles que ceux du Tigre, c'est sur son cours que se sont fixées de façon privilégiée les communautés agricoles du sud mésopotamien. Dans cette région, la pente est très faible, favorisant les diffluences qui créent des bras isolés des fleuves et des zones marécageuses, et également les changements de cours de fleuves (défluviations) qui ont eu lieu à plusieurs reprises durant l'Antiquité. Ces fleuves charrient des limons qui les surélèvent par rapport au niveau de la plaine, créant des levées de terres qui sont les espaces les plus intensément exploités dans la Mésopotamie antique. L'irrigation de la plaine est techniquement aisée, par simple percement de ces levées de terre. Les crues sont néanmoins potentiellement violentes et peuvent couvrir une vaste surface en raison de la platitude du relief. Le relief plat de cette région implique également la proximité entre la nappe phréatique et le lit des fleuves, ce qui favorise les remontées des eaux en période de crues. De nos jours, le Tigre et l'Euphrate se rejoignent pour former le Chatt-el-Arab avant de se jeter dans le golfe Persique. Dans l'Antiquité, leur delta était moins étendu vers le sud, et la ligne de rivage était située plus haut que de nos jours : la transgression marine postglaciaire (remontée des eaux marines à la suite de la fonte des glaces de la fin de la dernière ère glaciaire) a provoqué une remontée du Golfe à la fin de la préhistoire, puis les alluvions déposés par les fleuves ont étendu progressivement la plaine aux dépens de la mer aux époques historiques.
D'autres cours d'eau coulaient en Mésopotamie, des rivières qui se jettent dans le Tigre et l'Euphrate. Les affluents du premier sont issus du Zagros : du nord au sud le Grand Zab, le Petit Zab et la Diyala. Leurs cours ont un débit rapide en raison des reliefs accidentés et des gorges qu'ils traversent ainsi que de la fonte des neiges en hiver qui provoque de fortes crues en avril/mai. Ils transportent une charge alluviale forte qui se retrouve dans le Tigre. L'Euphrate a quant à lui deux affluents qui le rejoignent en Basse Djézireh, le Balikh et le Khabur, dont le débit est faible (surtout celui du premier qui est souvent à sec en été), eux-mêmes alimentés temporairement par de nombreux wadis.

#### Topographie
La Mésopotamie est un espace majoritairement plat, constitué de plaines et plateaux. Elle est bordée par de hautes montagnes à l'est, la chaîne du Zagros, percée de vallées profondes et étroites d'orientation nord-ouest/sud-est (Grand Zab, Petit Zab, Diyala), et de petites montagnes et volcans se trouvent en Haute Mésopotamie ou à ses extrémités (Kaukab, Tur Abdin, Djébel Abd-el-Aziz, Djébel Sindjar, Montagne de Kirkuk). La Haute Mésopotamie est essentiellement constituée de plateaux doucement inclinés vers l'est, élevés de 200 à 500 mètres d'altitude, que l'on appelle de nos jours la Djézireh (de l'arabe al-jazayra, « l'île »). Les fleuves y coulent donc dans des vallées encaissées qui mesurent de 1 à 10 kilomètres de large. La moitié sud de la Mésopotamie, qui du point de vue géophysique est la Mésopotamie à proprement parler, là où le Tigre et l'Euphrate sont proches, est une vaste plaine de 150 à 200 kilomètres de large à pente extrêmement faible, qui se réduit plus on va vers le sud au point de devenir quasiment inexistante, ce qui favorise le développement des bras des fleuves, les changements de cours, et la constitution de zones marécageuses.

#### Climat
Le climat de la Mésopotamie est marqué par des étés très ensoleillés, chauds et secs durant lesquels l'évapotranspiration est très forte et des hivers relativement froids, séparés par des saisons intermédiaires courtes. Les précipitations sont en général faibles : six mois de saison sèche en moyenne dans la partie nord, neuf mois voire plus dans la partie sud. La première est en gros située dans une zone semi-aride, recevant au moins 200 à 400 millimètres de précipitations par an ; la seconde est dans une zone aride, recevant moins de 200 millimètres de précipitations annuelles. Mais il ne s'agit que de moyennes, qui masquent les variations interannuelles de températures et surtout de précipitations, qui peuvent être très importantes.
Pour ce qui intéresse l'agriculture, on estime en général qu'au-dessus de la moyenne de 200 millimètres de précipitations annuelles (au nord de la limite de l'isohyète 200) on est en zone d'agriculture sèche, dans laquelle les précipitations suffisent à assurer la croissance des plantes, au moins les plus résistantes à la sécheresse comme l'orge. C'est le cas de la Haute Djézireh en moyenne, et de la Basse Djézireh les bonnes années, mais en fait cela varie beaucoup, ce qui place ces régions en situation de stress hydrique. Les années durant lesquelles le printemps et l'automne sont très courts, le cycle végétatif des plantes est insuffisant pour assurer de bonnes récoltes. Dans les espaces plus arides de la Basse Djézireh et de la Basse Mésopotamie, les précipitations sont très faibles (au sud de la limite de l'isohyète 200), souvent sous la forme d'orages et d'averses, la période de cycle végétatif des plantes est encore plus limitée à l'état naturel et l'apport d'eau d'irrigation est nécessaire pour assurer le développement de l'agriculture. C'est en revanche en Mésopotamie méridionale et centrale que se développe le palmier-dattier, qui supporte bien les grandes chaleurs et les sols salins.

#### Sols
Les sols de Mésopotamie sont pour la plupart des sols fins caractéristiques des milieux arides, proches de la roche-mère, et donc peu fertiles. Ils sont généralement de type calcaire ou gypseux, contenant peu d'éléments nutritifs comme l'azote et le phosphore pour favoriser la croissance des plantes, qui n'ont en général qu'une couche mince pour développer leurs racines. Des sols profonds se trouvent dans les fonds de vallées et les cuvettes de la Haute Mésopotamie, qui peuvent être mises en culture avec une pluviométrie de 200 à 250 millimètres. C'est le cas des sols bruns et rougeâtres de la Haute Djézireh. Dans les zones les plus arides de la Basse Djézireh et de la Basse Mésopotamie revanche, les sols sont généralement clairs et très minces (types solonchaks et fluvisols). Ils se dégradent facilement, et l'irrigation contribue à accélérer leur érosion et leur salinisation. Néanmoins, le Sud mésopotamien compense largement la pauvreté et la fragilité de ses sols par l'étendue de sa superficie agricole irrigable grâce à son relief extrêmement plat, là où le Nord dispose de sols meilleurs mais de terroirs moins vastes et plus soumis aux aléas des précipitations.

### L'aménagement des campagnes
La mise en valeur du milieu mésopotamien pour l'agriculture est donc passée par plusieurs aménagements et la mise au point de pratiques agricoles visant à exploiter au mieux ses potentialités et à réduire ses risques. La Mésopotamie antique a donc fait l'objet d'aménagements importants qui ont profondément modifié son paysage, en premier lieu la constitution de réseaux d'irrigation de la partie méridionale, où l'apport d'eau des fleuves était nécessaire à la croissance des cultures. Les textes permettent de reconstruire partiellement l'aspect des campagnes mésopotamiennes, et des différents types de terroirs exploités par les hommes.

#### L'irrigation

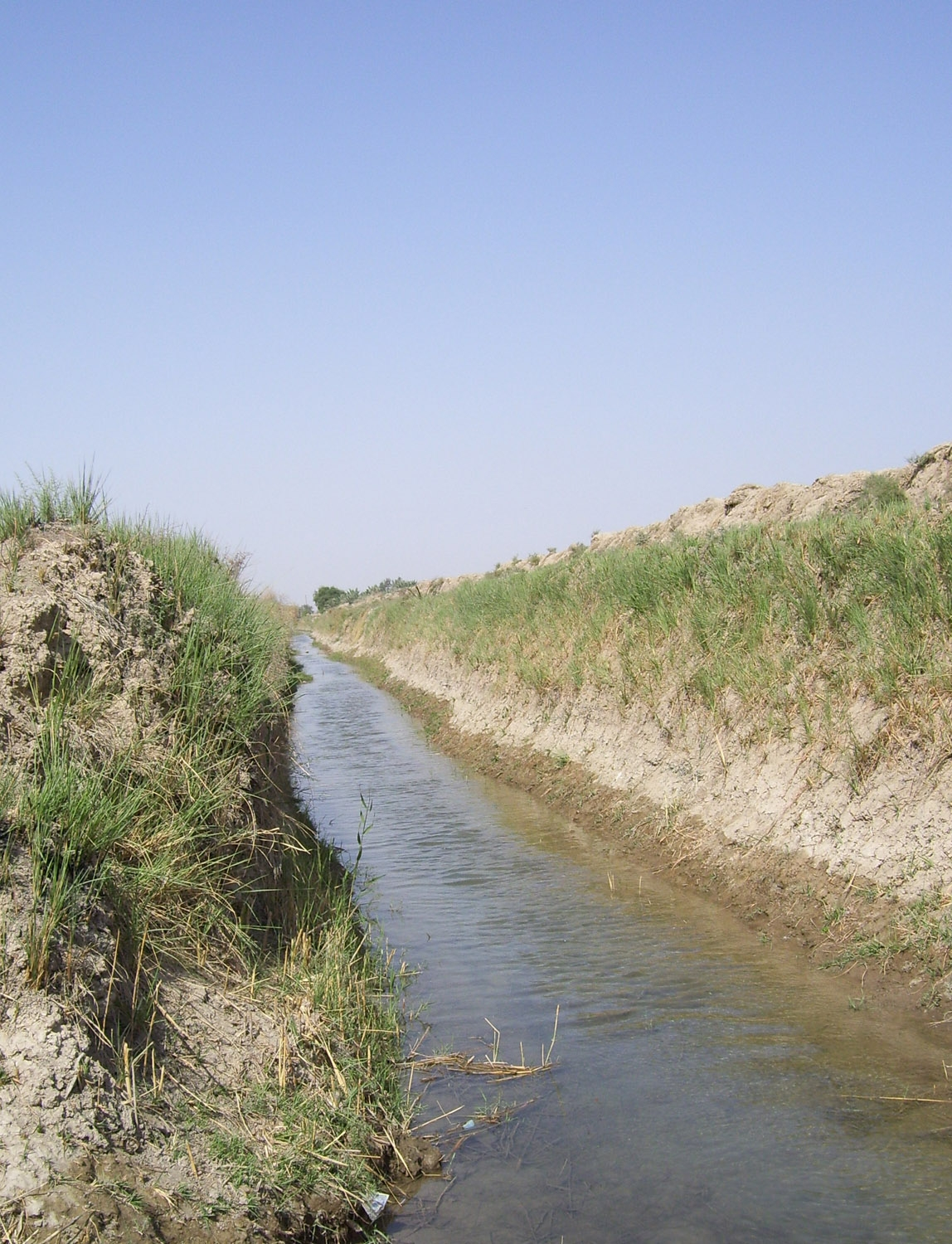
Rigole d'irrigation dans l'Irak de nos jours, région de Bagdad.

Vers 6000 avant J.-C., les premières traces de pratiques d'irrigation apparaissent sur les sites archéologiques mésopotamiens, attestées le plus anciennement à Choga Mami en Mésopotamie centrale, durant la période de Samarra (v. 6200-5700 av. J.-C.). Des canaux sont creusés pour amener sur les champs cultivés l'eau nécessaire à la croissance des plantes, mais aussi pour stocker l'eau de façon à contrôler les crues dévastatrices, et pour drainer les champs. En période de hautes eaux, les grands canaux sont également des voies navigables appréciables pour les échanges et les communications. Cette pratique est également adoptée dans les zones d'agriculture sèche pour améliorer les rendements. Les communautés et les souverains ont donc fait de l'entretien des aménagements hydrauliques une de leurs tâches principales, notamment leur réfection et leur curage.
L'eau nécessaire pour l'irrigation était amenée vers les zones cultivées par des canaux. Les plus grands et longs partaient directement des cours d’eau, et servaient de base à un réseau hiérarchisé de canaux de taille décroissante, jusqu’aux rigoles d’irrigation. Le relief du Sud étant extrêmement plat, les canaux principaux peuvent s'y étendre sur une quarantaine de kilomètres ou plus par endroits. Le système pouvait aussi comprendre des canaux surélevés et parfois des aqueducs, en fonction du relief. Des mécanismes régulateurs étaient en place pour contrôler l'écoulement et le niveau de l'eau, notamment des bassins qui pouvaient être fermés. Les sédiments apportés par les cours d'eau provoquant la surélévation de leur lit par rapport aux champs, l'eau pouvait irriguer le champ sans engin spécial, par percement d'une brèche sur la berge du canal en direction du champ où des rigoles répartissaient l'eau de manière homogène sur toute la surface en culture. Mais il existait également des engins élévatoires, comme le chadouf, attesté à partir de v. 2400 av. J.-C., puis la noria à partir du Ier millénaire. L'irrigation pouvait également s'effectuer depuis des puits dans les régions moins bien drainées,.
Pour prendre un exemple, le réseau de canaux d'irrigation de Mari est connu par des descriptions comprises dans certaines tablettes de la première moitié du XVIIIe siècle, relatant également les travaux d’entretiens nécessaires. Ils évoquent la « bouche » (KA/pûm), l’entrée du canal à partir du cours d’eau naturel, qu’il faut curer pour enlever des dépôts d’argile. La structure fondamentale à ce niveau est le muballitum, mécanisme servant à contrôler la diversion de l’eau de la rivière et à contrôler niveau du canal. Il est constitué d’une barrière constituée de pieux (tarqullum), renforcés par fagots de roseaux et brindilles. On distingue les canaux de dérivation (takkīrum) et les petits canaux adducteurs (yābiltum). D’autres aménagements servent pour le contrôle des flots : des vannes (errētum) sont situées sur le bord du canal pour évacuer de l’eau si le niveau monte trop. Des fossés (atappum) sont situés au bout du canal. On a établi des barrages (kisirtum) pour stopper l’eau. Des bassins secondaires sont disposés sur le réseau, et alimentés par des canalisations en terre cuite (mašallum). L'entretien du canal est très lourd : le gouverneur du district de Terqa doit mobiliser près de 2 000 hommes selon une lettre, et cela semble ne pas suffire.
L'organisation du système d'irrigation de la Mésopotamie antique et ses conséquences politiques et sociales ont été abondamment discutées, notamment depuis les développements marxistes qui ont trouvé leur aboutissement dans la thèse très influente de K. A. Wittfogel selon laquelle l'irrigation à grande échelle aurait entraîné en Mésopotamie la constitution d'une « société hydraulique » fortement hiérarchisée, encadrée par des empires caractéristiques des « despotismes orientaux ». Cette vision a depuis été nuancée par le constat du rôle des communautés locales dans le développement et l'entretien des systèmes d'irrigation, qui du reste sont largement antérieurs aux premiers États. Il n'empêche que les souverains mésopotamiens ont toujours mis un point d'honneur à creuser et entretenir des canaux, ce qui était vu comme un moyen d'assurer la prospérité et l'abondance de leur royaume. Des projets d'échelle régionale sont parfois conduits, en particulier en Assyrie : lorsque Sennachérib refonde Ninive pour en faire sa capitale, il entreprend d'importants aménagements hydrauliques qui ont autant pour but d'approvisionner en eau la ville que les campagnes qui doivent la nourrir, et implique la construction d'ouvrages importants tels que des barrages et des aqueducs.
On mentionnera également l'idée selon laquelle la possession des réseaux de canaux d'irrigation a pu générer des tensions entre États aux périodes de division politique du sud mésopotamien, notamment dans le cas des conflits entre Lagash et Umma (c. 2600-2350), qui seraient les plus anciens cas de « guerre de l'eau » dans un environnement fortement soumis au stress hydrique, idée avancée notamment par H.-J. Nissen. Il faut pourtant constater que l'étude de la documentation disponible sur ces conflits ne révèle rien de plus que des enjeux de nature territoriale autour de la possession d'un espace frontalier entre les deux États.

#### Organisation des terroirs et morphologie agraire

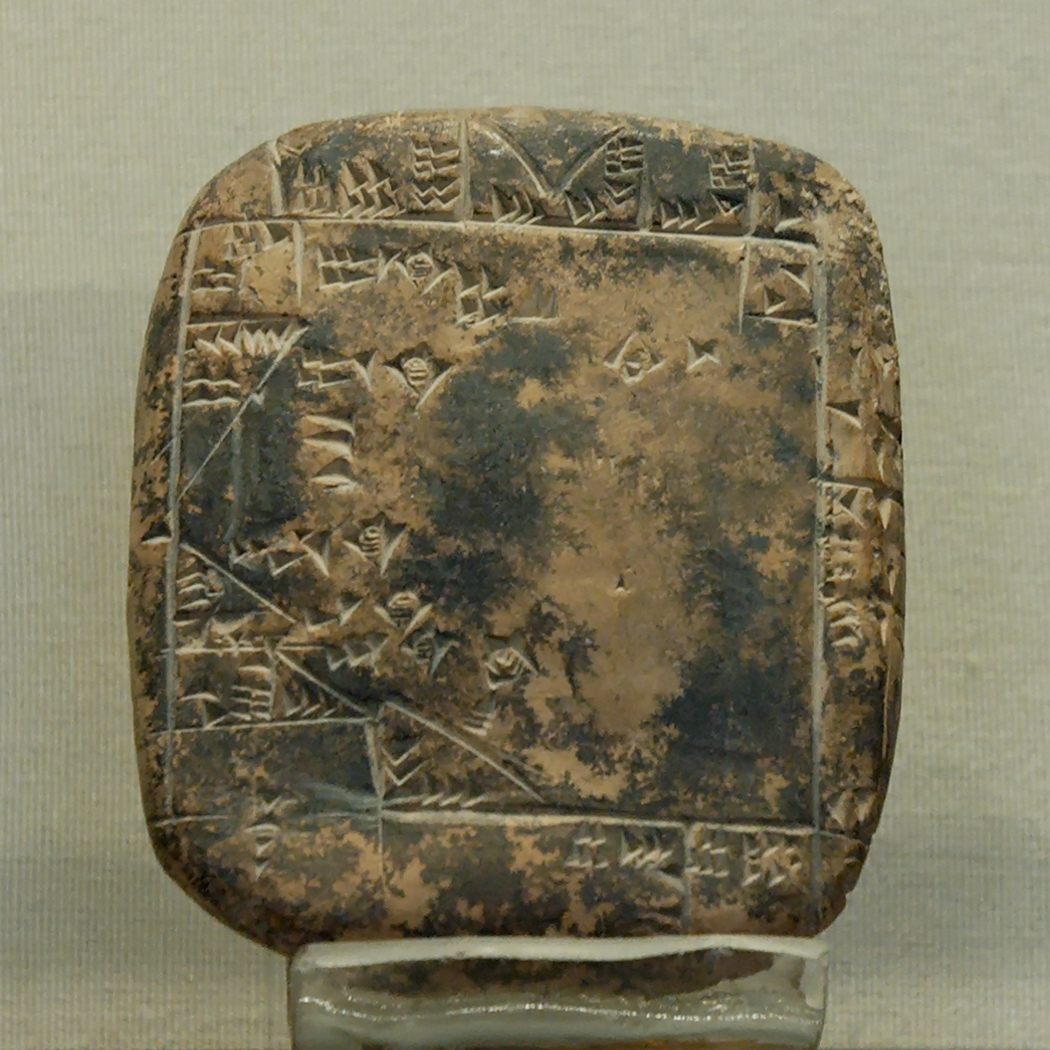
Tablette portant le plan d'un terrain, Umma, Ur III.

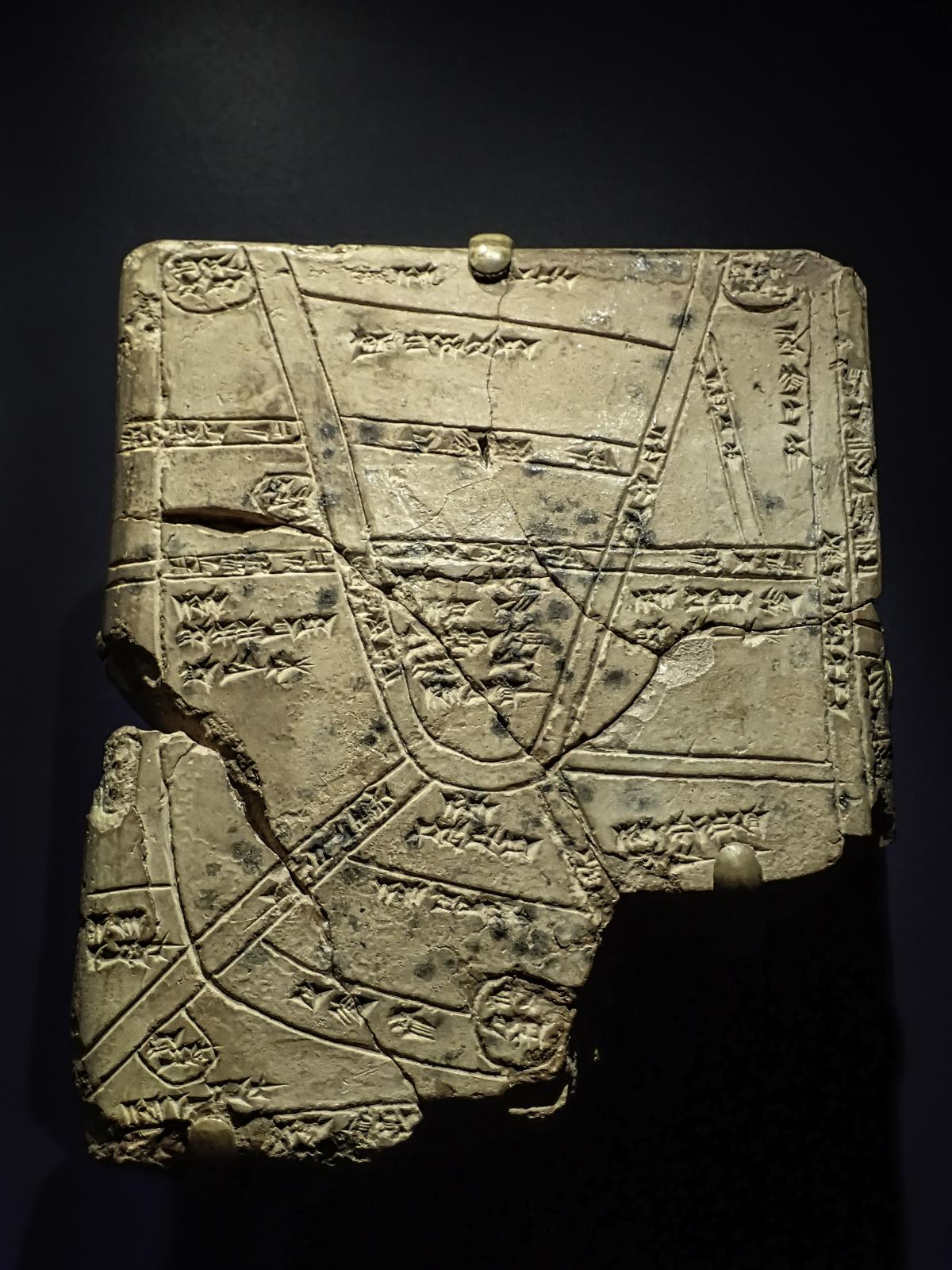
Plan de champs dans la campagne de Nippur, période kassite ancienne (v. 1550-1450 av. J.-C.). Penn Museum.

Divers documents cunéiformes comportent des descriptions de champs, une centaine présentant également des plans. Il s’agit avant tout de tablettes. Dès les débuts de l’écriture certaines donnent des localisations de champs. Sous la Troisième dynastie d’Ur apparaissent les premières tablettes avec des plans de champs, dont elles donnent des descriptions. Elles sont destinées à évaluer les rendements que l’on peut en attendre. Par la suite, les descriptions se font plus précises. Les époques néo-babylonienne et achéménide ont livré de nombreux documents de ce type, que ce soient des tablettes et aussi des kudurrus (stèles gravées à la suite de donations de champs). D’une manière générale, les actes de vente de champ comportent sa localisation et sa mesure. Les textes les plus précis précisent les mesures de côtés, les propriétaires des parcelles contiguës, et découpent les champs en parties différentes en fonction du rendement attendu. Certains de ces documents ont pu être destinés à l’apprentissage de la mesure des champs par les arpenteurs, et à l’estimation de la récolte. Les calculs de la superficie des champs se faisaient en adaptant leurs formes réelles à des formes géométriques faciles à calculer : un rectangle pour la plus grosse part, et les irrégularités étaient assimilées à des triangles. L’arpentage se faisait avec des cordes (EŠ.GID en sumérien, eblu(m) en Babylonie, ašalu en Assyrie). Des arpenteurs spécialisés membres de l’administration royale sont attestés à l’époque d’Ur III et à la période paléo-babylonienne. Les listes lexicales géographiques fournissent également des informations sur les paysages agraires mésopotamiens. Les descriptions des terroirs qui apparaissent dans les textes s'intéressent aussi beaucoup à leur qualité ou leur localisation : ainsi dans les textes en sumérien de l'époque archaïque certains sont définis comme de meilleure qualité (SIG5), ou bons (MURUx, d'autres au contraire sont médiocres (HUL(.SUM)), mauvais (MURGUx) ou non fertiles (Ù), d'autres comme très salinisés (KI.MUN) ou humides (KI.DURU5), etc.

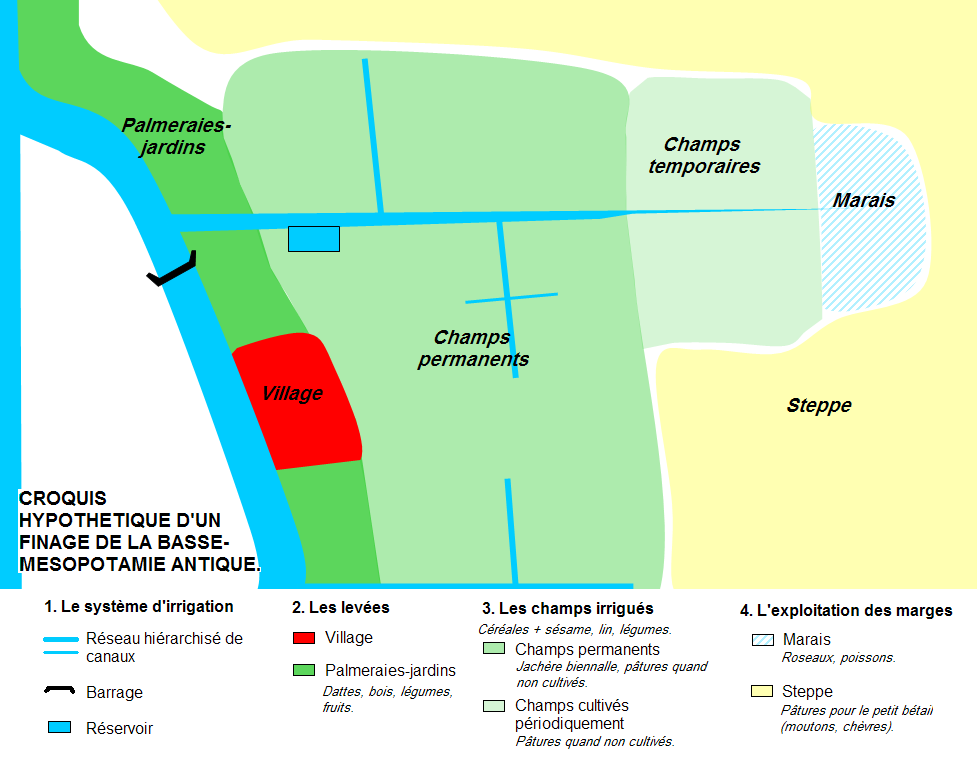
Croquis hypothétique d'un finage de la Basse-Mésopotamie antique (d'après Postgate).

Dans les régions d’agriculture irriguée du Sud, les canaux d'irrigation sont des éléments structurants du paysage agraire. Les levées de terre (désignées par les termes DU6/tillu(m) ou tīlu(m), « colline », « tell ») bordant les fleuves sont des espaces densément occupés : on y trouve en particulier les palmeraies et les vergers qui ont besoin de la proximité des canaux pour être mieux irrigués, ou encore les villages. Puis s'étend la plaine irriguée (A.GÀR/ugāru(m)). Les espaces les plus densément mis en valeur sont situés aux abords des villes, qui centralisent le réseau des canaux, voire à l'intérieur de celles-ci puisqu'elles disposent d'espaces non bâtis servant à des activités agricoles. Quand on s'éloigne vers les rebords du terroir irrigué vers l’espace aride, le réseau de canaux se rétrécit, et la qualité des terres diminue. L’espace inculte sert à faire paître les bêtes. La limite du terroir irrigué peut également être marquée par des marais (AMBAR/appāru(m)), qui sont une donnée essentielle des espaces ruraux du Sud, qui servent d’espace de pêche et de chasse ou bien d’approvisionnement en roseaux (surtout à l'extrême sud). La répartition de l’espace entre terroirs irrigués, zone désertique et marais n’est pas statique : des champs peuvent devenir incultes à cause d'une trop forte concentration de sels dans le sol, et donc se désertifier, tandis qu’à l’inverse un espace désertique peut être mis en valeur par l'irrigation ; de la même manière, des marais peuvent être drainés, ou bien se créer en limite d’une zone récemment irriguée, voire à la suite de mouvements de cours d'eau.
En Haute Mésopotamie, il faut distinguer entre les zones d'agriculture sèche (surtout en Haute Djézireh et aussi à l'est du Tigre) et celles où l'irrigation est nécessaire tout le temps (Basse Djézireh). Parmi le second cas, l'exemple de Mari est encore une fois bien connu grâce aux textes : la zone cultivée est située dans les terrasses basses des alvéoles de la vallée de l'Euphrate où le réseau d'irrigation est développé, et plus loin s'étendent les terrasses plus hautes qui servent de pâtures, et encore plus loin (au maximum une quinzaine de kilomètres de la rive du fleuve) s'élève le plateau qui est un espace steppique pouvant servir pour l'élevage. La topographie du nord ne permet donc pas le développement d'un réseau d'irrigation aussi étendu que dans les vastes étendues basses du sud. Dans les zones d'agriculture sèche de Haute Djézireh, les terroirs sont organisés pour les périodes allant du IVe jusqu'au IIe millénaire autour d'agglomérations fortifiées souvent de forme circulaires et situées en hauteur autour desquelles l'espace agricole s'organisait de façon concentrique si on suit les propositions de T. J. Wilkinson : un espace densément cultivé autour du site principal, puis des espaces moins intensément cultivés autour de sites secondaires, et au-delà un espace servant aux pâturages. En raison des incertitudes de la pluviométrie, les campagnes des zones d'agriculture sèche du nord ont vu le développement d'espaces irrigués ; ainsi, le paysage rural des alentours de Nuzi voit cohabiter des champs non irrigués et des champs irrigués. Les prospections archéologiques semblent indiquer que l'organisation de l'espace rural de la Mésopotamie du nord change à partir des derniers siècles du IIe millénaire, sans doute en lien avec le développement du royaume assyrien. Les rois de ce pays mettent en effet en place plusieurs projets de développement agricole passant comme vu plus haut par la création de réseaux hydrauliques développés et aboutissant en plusieurs endroits en une expansion de l'habitat rural, qui devient également plus dispersé. Visible par endroits dès le XIIIe siècle av. J.-C. (autour de Kar-Tukulti-Ninurta, voire Dur-Katlimmu), elle prend des proportions majeures lors des fondations de nouvelles capitales au VIIIe – VIIe siècle av. J.-C. (Dur-Sharrukin et Ninive).

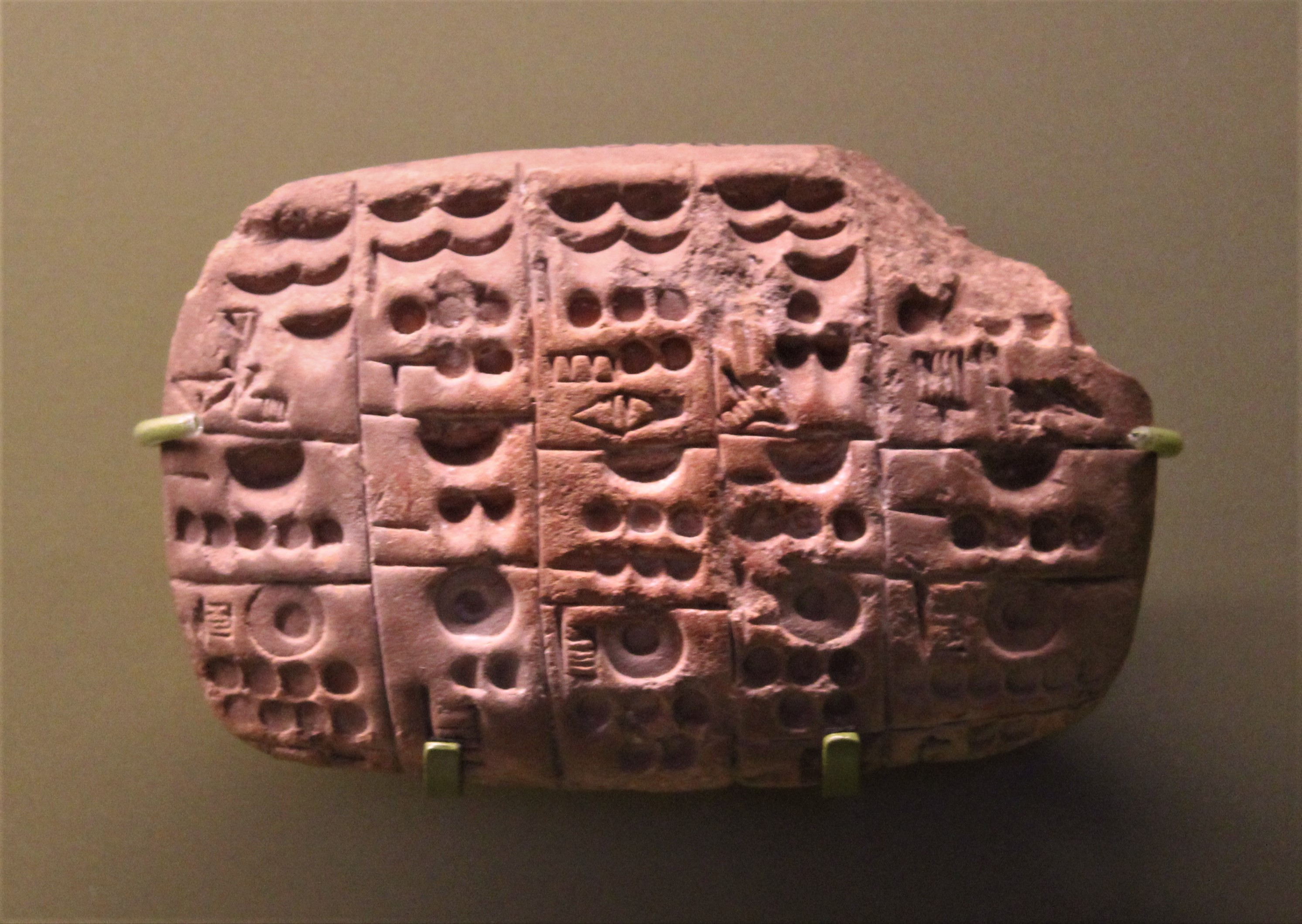
Tablette administrative de l'époque d'Uruk III, Djemdet Nasr. Ashmolean Museum. Calcul et addition des aires de cinq champs. Les longueurs données pour les champs indiquent qu'ils ont une forme allongée.

L'analyse des documents écrits permet également de reconstituer l'aspect des champs de la Mésopotamie antique et leur situation. Les champs des terroirs irrigués doivent avoir un accès direct à un canal. De ce fait, la concurrence pour l’accès à l’eau fait que l’on réduit la largeur des champs pour permettre à un plus grand nombre d’entre eux de border le canal, et on gagne une superficie plus vaste en étirant la longueur du champ. Les parcelles sont donc grossièrement rectangulaires, bien plus longues que large, ce qui donnerait un paysage de champs en « lamelle de parquet ». Selon M. Liverani, ce serait le type de champ présent dans le pays de Sumer. Plus au nord, dans le pays d'Akkad, les champs seraient plus ramassés, du moins jusqu'au Ier millénaire, quand il semble que les champs de Babylonie deviennent eux aussi de type allongé. Toujours selon le même auteur, ce type de champ est issu d'une planification, visant à optimiser l'utilisation de l'espace en permettant à un maximum de champs d'avoir accès aux canaux (et donc l'éventuelle extension de ce type de paysage serait due à la volonté des autorités des grands organismes). Rien de tel n’est connu pour la Haute Mésopotamie, exception faite du terroir entourant la cité de Nuzi, où l'on voit un partage entre champs allongés et champs ramassés.

#### L'habitat rural
Les textes et dans une moindre mesure les prospections archéologiques permettent de dessiner les contours de l'habitat des campagnes mésopotamiennes. En revanche les fouilles archéologiques se sont peu intéressées aux sites ruraux des époques historiques, ce qui empêche de disposer d'un corpus d'habitats ruraux connus archéologiquement permettant de tirer des conclusions générales comme cela est possible pour les villes. Il semblerait que durant la plus grande partie de son histoire la Basse Mésopotamie ait eu un peuplement majoritairement urbain, l'essor des villages ne débutant que dans la seconde moitié du IIe millénaire, quand les sites de plus de 2 hectares (seuil pris en compte dans les prospections en Basse Mésopotamie) constituent plus du quart de l'habitat repéré ; cette « ruralisation » de la Babylonie se poursuit durant les siècles suivant. Il faut donc admettre qu'une partie notable des agriculteurs ait résidé dans des agglomérations de type urbain, ces dernières ayant de toute manière pu avoir une taille réduite, le critère de la surface couverte n'étant pas forcément probant pour distinguer entre villages et villes (un site comme Harradum, considéré comme une ville au vu de son architecture et de ses fonctions, couvrait environ 1 hectare). Qui plus est la frontière entre le rural et l'urbain est également brouillée par le fait qu'une partie de la surface des villes comprenait des espaces cultivés.
Il faut néanmoins prendre en compte le fait que les prospections sous-estiment potentiellement le nombre d'établissements ruraux : ainsi pour un espace du royaume de Mari d'époque amorrite, 86 sites sont documentés par les textes alors que seuls 27 sites ont été repérés lors de prospections. De plus, un site rural peut avoir une composante artisanale marquée : Umm al-Hafriyat près de Nippur, occupé de l'époque akkadienne à l'époque paléo-babylonienne, où a été mise au jour une archive d'un domaine agricole akkadien, a fait l'objet de prospections qui y ont repéré plusieurs centaines de foyers de cuisson de céramiques.
Quoi qu'il en soit, les textes indiquent divers types d'établissements ruraux, dont la nature exacte n'est pas évidente à définir : les É.DURU5/kapru(m) sont des sortes de hameaux ou de grandes fermes, mais des agglomérations que l'on qualifierait de villages sont aussi désignées par des termes utilisés pour les villes (surtout URU/ālu(m)). Le seul « village » à proprement parler mis au jour dans le Sud est le site de Sakheri Sughir près d'Ur datant des dynasties archaïques, mais l'espace fouillé ayant été très réduit, seules des portions de bâtiments ont été identifiées. D'autres lieux de peuplement ruraux attestés dans les textes sont les maisons-fermes isolées en briques, les campements de tentes de nomades ou encore les maisons de roseau (huṣṣetu(m)) caractéristiques du sud, mais également des établissements, souvent fortifiés, servant de centre de grandes exploitations et de districts ruraux (dunnu(m) et dimtu(m), ce dernier terme signifiant littéralement « tour »), dont un exemple a été fouillé dans la vallée du Balikh à Tell Sabi Abyad, un habitat muré de 60 × 60 mètres comprenant notamment la demeure du maître, celle de l'intendant et des bâtiments administratifs, entouré d'autres constructions. Un autre établissement fortifié dont les archives indiquent qu'il servait aussi de centre d'exploitation agricole a été fouillé dans le sud mésopotamien à Tell Khaiber. Les fouilles de sauvetage dans le bassin du Hamrin, dans la vallée de la Diyala, ont permis la mise au jour partielle de plusieurs centres d'exploitations ruraux d'époque médio-babylonienne, associés à des espaces artisanaux (fours de potiers) : Tell Yelkhi (une sorte de manoir rural), Tell Zubeidi, Tell Imlihiye. Les espaces ruraux devaient enfin être marqués par d'autres constructions agricoles, comme des citernes, des aires de battage, ou encore des silos pour stocker le grain.

#### La gestion des risques
L'aménagement des campagnes mésopotamiennes répondait également à une volonté de lutter face à divers types de risques pouvant toucher les activités agricoles et plus largement les sociétés rurales et urbaines. Le système d'irrigation était ainsi destiné à limiter les risques de crues grâce à des bassins de rétention et des canaux de dérivation, complétés par des digues et des procédés de drainage. La fragilité des sols, en particulier dans le sud, impliquait également des aménagements et des pratiques culturales spécifiques pour les protéger, le plus simple étant de pratiquer une rotation des terres en culture ou des périodes de repos plus ou moins longues (jachères), les terres cultivables ne manquant pas dans cette région. Le choix de cultures et d'animaux adaptés à la sécheresse et aux sols plus pauvres (orge, palmier-dattier, ovins) était une autre solution face à ce problème. En ce qui concerne plus spécifiquement les aménagements agricoles, la disposition des champs semble avoir participé à leur préservation face à l'érosion : des rangées d'arbres étaient plantées en limite des espaces cultivés pour les protéger des vents, des zones étaient laissées en friche pour que des herbes et plantes y poussent et les préservent de l'érosion éolienne. L'habitude de combiner palmeraies et jardins profite de la faculté des grands arbres à protéger les petites plantes du soleil et des vents violents.
Le plus gros problème des agriculteurs du sud semble avoir été la lutte contre la salinisation des terres, à laquelle des historiens (Thorkild Jacobsen et R. McCormick Adams) ont attribué la cause d'une crise écologique en Babylonie méridionale aux XVIIIe – XVIIe siècle, sans doute de façon un peu hâtive. Si ce problème était réel en raison de la forte teneur en sel des sols et de leur irrigation qui provoque une remontée des eaux charriant les sels contenus dans la terre jusqu'à la surface, les anciens Mésopotamiens semblent en avoir eu conscience et développé des techniques pour y faire face : contrôle de la quantité d'eau déversée dans le champ, lessivage des terres avant les labours pour évacuer les sels, pratique de la jachère, semis plus clairsemés sur les terres affectées par la salinisation, augmentation de la part de l'orge, mieux résistante aux sols salins, au détriment de celle du blé. Il n'est donc pas assuré que la salinisation des terres du sud mésopotamien ait provoqué sur le long terme une diminution des rendements et des crises, même si elle a constitué un problème constant.
Un autre risque récurrent pour les paysans mésopotamiens était constitué par les invasions d'insectes, en particulier les criquets pèlerins qui pouvaient submerger par nuées les campagnes et dévorer les cultures. Les gouverneurs de Mari les combattaient par la mise en eau des canaux visant à noyer les larves, en cherchant à faire s'envoler les adultes ou en les faisant écraser par des hommes ou des bêtes.

## Productions agricoles
Les Mésopotamiens ont eu à leur disposition une grande variété de produits agricoles et également une quantité appréciable d'animaux domestiques. Cet ensemble s'est continuellement enrichi au fil des millénaires par des apports extérieurs et aussi des innovations locales (progrès de l'outillage avec l'essor de la métallurgie, sélection et croisements d'espèces, etc.). Comme souvent dans l'Antiquité, les productions agricoles reposaient sur quelques éléments de base, notamment l'orge et les ovins, ainsi que le palmier-dattier dans le sud. Mais les jardins permettaient une diversification de l'alimentation, notamment grâce aux légumineuses. Il faut également prendre en compte des activités proches de l'agriculture et de l'élevage comme la chasse, la pêche, l'exploitation des marais et des zones boisées, compléments nécessaires.

### Documentation
Les textes cunéiformes (notamment les documents de gestion) sont souvent des documents appréciables pour connaître les rythmes de la culture et de l'élevage. L'étude des données archéologiques, à savoir les restes de plantes et pollens (archéobotanique et notamment la palynologie) et d'animaux (archéozoologie) consommés sur les sites antiques, est un complément nécessaire pour permettre de repérer des plantes que l'obscurité du vocabulaire des textes antiques ne permet d'identifier clairement, ou pour mieux connaître le cheptel élevé. Comme souvent, de nombreuses zones d'ombres connaissent, mais les études spécialisées, en particulier celles publiées dans les huit volumes des Bulletin of Sumerian Agriculture, ont fait considérablement progresser les connaissances.

### Origines
Si la Mésopotamie a été en marge des bouleversements de la néolithisation et des débuts de l'agriculture et de l'élevage qui se sont accomplis dans le Taurus, le Levant et le Zagros, elle a pleinement participé à la seconde phase de changements majeurs qui a eu lieu au Moyen-Orient entre la fin du Ve millénaire et celle du IVe millénaire. Celle-ci est parfois qualifiée de « seconde révolution agricole », ou de « révolution des produits secondaires » dans le cas de l'élevage. Alors que l'agriculture des villageois du Néolithique proche-oriental se déroule dans un cadre domestique, sur de petites parcelles ressemblant à des jardins, travaillées uniquement à la main, avec éventuellement l'appoint de l'irrigation, l'agriculture qui émerge durant le IVe millénaire av. J.-C. (période d'Uruk) ou un peu après est caractérisée par l'essor de la céréaliculture grâce à l'apparition de l'araire et le développement de l'irrigation, l'expansion du pastoralisme et en particulier de l'élevage ovin pour les besoins de l'artisanat de la laine qui connaît alors un essor rapide, mais aussi le développement de l'élevage d'animaux pour leur force de travail (bovins et ânes), des activités laitières, et des cultures arbustives et donc de la culture de fruits (palmier-dattier, olivier, vigne, etc.). Ces évolutions, s'appuyant en général sur des innovations plus anciennes, constituent surtout un changement d'échelle de la production, accompagnent la mise en place des premiers États, des premières villes et des institutions disposant de grands domaines céréaliers et de grands troupeaux ovins et pratiquant une division du travail plus poussée que par le passé.

### Outillage agricole

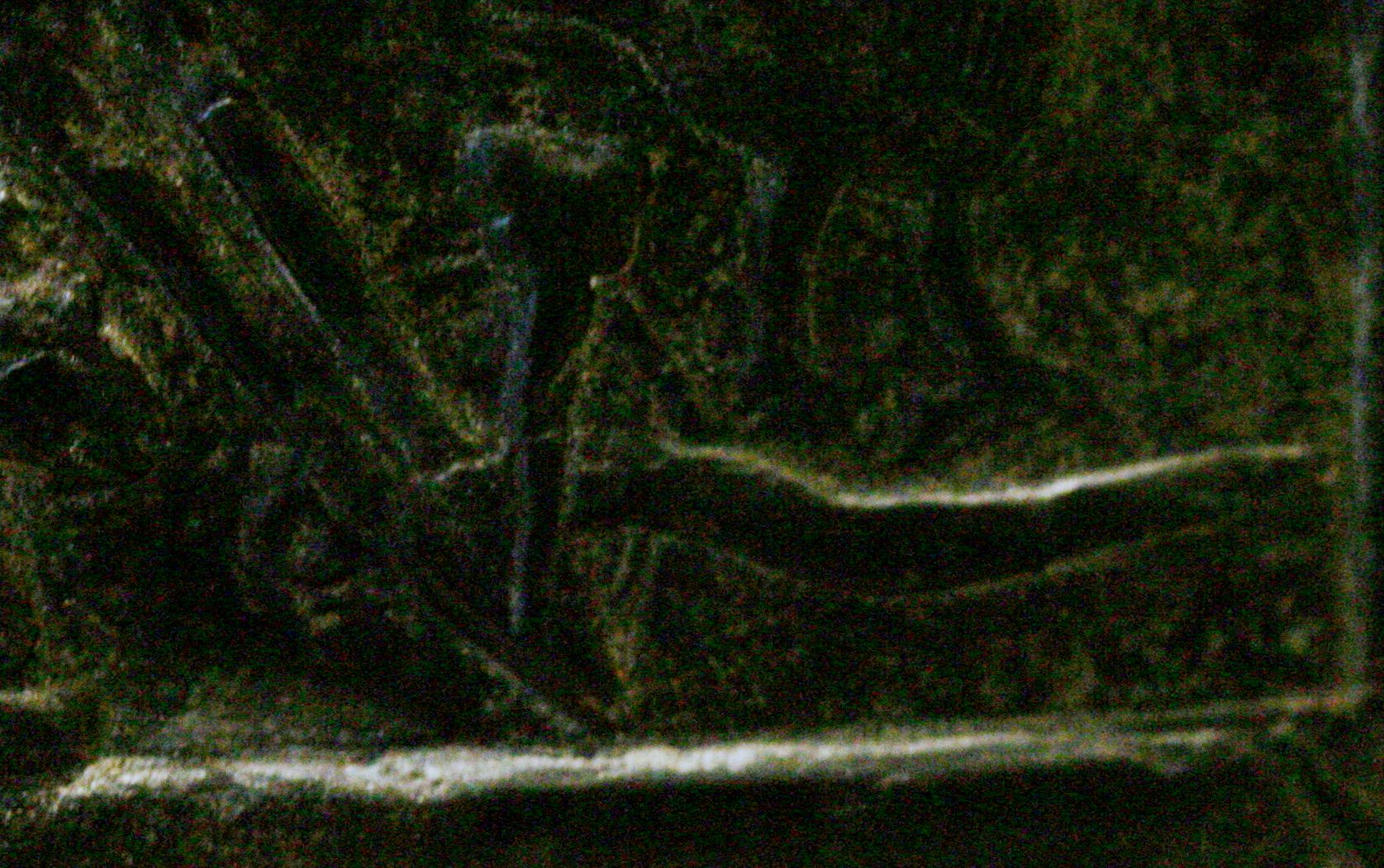
Araire à versoir, détail du kudurru de Meli-Shipak, XIIe siècle.

Le matériel agricole est resté stable durant l’histoire mésopotamienne, il est en gros fixé au début du IIIe millénaire. Des améliorations ont été possibles par la suite avec l'expansion de l’usage du métal (cuivre, puis bronze, fer) pour confectionner certaines parties de ce matériel, à la place de la pierre (silex) et de l'argile (céramique).
Les labours des champs étaient effectués avec un araire (apparu au plus tard à la période d'Uruk), dont certains modèles ont été assez complexes et dotés d’un semoir (à partir des Dynasties archaïques), et ont sans doute permis une amélioration de la productivité. Cet instrument est de conception relativement simple, et donc sans doute peu onéreux, ce qui semble s'être accompagné d'une certaine fragilité : des morceaux de bois reliés entre eux par de la corde, et un soc souvent en bois aux périodes anciennes, de plus en plus en bronze ou en fer durant les périodes tardives.
Les outils à main que l'on qualifie de bêche et de houe étaient les plus utilisés durant les travaux agricoles. Ils sont polyvalents, qui vaut à la houe de gagner le duel qui l'oppose à l'araire dans le combat littéraire sumérien intitulé La houe et l'araire, en plus de sa plus grande solidité, sans doute parce qu'à cette période sa lame est réalisée dans un matériau plus solide (silex, métal). Elles servent pour les travaux des champs céréaliers, notamment pour ouvrir et retourner les parties les plus dures des champs, pour les jardins et vergers où l'araire ne peut être utilisée, ainsi que pour les travaux de creusement et de réparation des canaux ou encore pour la confection de briques d'argile. La faucille, en argile ou en silex, puis en métal, servait lors des moissons. La hache pouvait également être utilisée pour les travaux arboricoles, de même que des pioches ou des serpes, ainsi que les paniers qui sont essentiels pour les différents aménagements agricoles, notamment ceux liés à l'irrigation.

### La céréaliculture

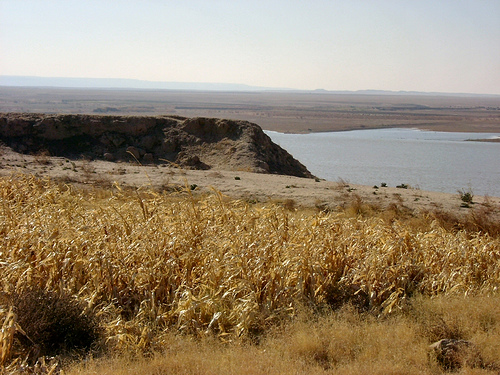
Champ de céréales près de l'Euphrate dans le nord-ouest de l'Irak de nos jours.

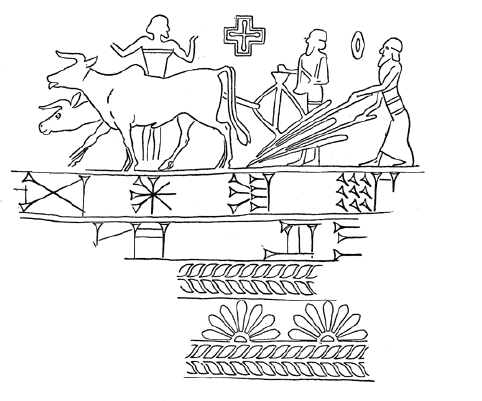
Empreinte de sceau de la période kassite (fin du) représentant une équipe de laboureurs conduisant un araire à semoir.

#### Les céréales cultivées
La Mésopotamie est une grande terre céréalière. Au premier rang vient l'orge (sumérien ŠE/akkadien še'u(m)). Avant tout parce qu'elle était mieux adaptée au sol sec et salin et au temps chaud de la région, son cycle végétatif court lui permettant d'arriver à maturité même durant les années particulièrement chaudes et sèches. Elle était l'aliment de base des populations du pays, et servait souvent d'étalon pour les échanges. Le blé (ZIZ/zizzu(m)), de type amidonnier, était lui aussi cultivé, mais dans des quantités moindres, tout comme l'épeautre (GIG/kibtu(m)). Au Ier millénaire, le riz (kurangu) est introduit, mais il n'est pas très répandu.

#### La culture de l'orge
Un texte sumérien baptisé Almanach du fermier (ou Instructions du fermier) par les chercheurs nous renseigne sur les techniques mises en œuvre pour la culture de l'orge dans le sud mésopotamien. Ces informations peuvent être complétées par celles disponibles dans les textes de gestion des domaines agricoles. L'année agricole est marquée par plusieurs périodes d'intenses travaux et d'autres nécessitant un entretien du champ, qui se présente ainsi dans le sud, région pour laquelle la documentation est plus abondante :
- En premier lieu, à partir de la fin de l'été (août-septembre) et en automne, le champ doit être irrigué pour ameublir le sol desséché par les chaleurs estivales. Puis un labour achève la préparation du sol. L'instrument aratoire est l'araire (APIN/epinnu(m)), tirée sans doute par quatre bœufs disposés en file par deux ; c'est un instrument qui ouvre la terre sur 15-20 centimètres, ce qui convient aux sols minces du sud mésopotamien. Il fallait néanmoins souvent compléter le travail de l'araire à la houe (AL/allu(m)) et à la bêche (MAR/marru(m)), notamment pour briser les mottes, et peut-être à la herse.
- Les semailles ont lieu en automne, les semis tardifs pouvant se prolonger jusqu'en décembre. Une estimation préalable de la quantité de grains à semer était effectuée de façon à assurer une production optimale. Le matériel agricole et les bêtes ont été préparés, des équipes de laboureurs sont formées. Les araires étaient équipés d'un semoir, une sorte d'entonnoir disposées de façon que les graines tombent derrière le soc après qu'il a ouvert le sol. Les graines sont plantées à des intervalles réguliers pour former des rangées espacées d'environ 60 à 75 centimètres.
- Durant la fin de l'automne et l'hiver, le champ doit être désherbé et irrigué à plusieurs reprises (une crue automnale se produisant dans le sud) ; l'irrigation est en particulier importante au début du printemps (mars-avril). Il n'y a apparemment pas d'autres techniques de bonification des terres à ce moment-là, les bêtes étant écartées des champs semés pour éviter de les dégrader.
- Le printemps (fin avril-mai) voit le début de la moisson, juste avant la crue des fleuves ou en même temps que celle-ci. C'est une période de travail intense. La coupe des épis se fait avec des faucilles en argile, pierre ou métal. Les épis récoltés sont ensuite disposés sur les aires de battage où les grains sont séparés de la paille par la méthode du battage ou dépiqués avec un tribulum (une planche de bois à laquelle étaient collés des silex séparant le grain de la tige et coupant la paille, tiré par des bœufs ou des ânes), puis vannés. C'est à ce moment que la récolte est partagée entre les différents acteurs pour régler les dettes ou payer les loyers, puis les grains sont entreposés, au plus tard vers juin-juillet, la crue des fleuves dans le sud permettant le remplissage des canaux, ce qui facilite le transport des grains par bateaux[51].

Les pratiques culturales visaient à préserver la productivité des champs, notamment face au risque de salinisation dans le sud. La jachère biennale était généralement pratiquée, et parfois elle était prolongée plusieurs années. Les sols étaient également lessivés régulièrement pour les ameublir et aussi évacuer les sels. La rotation des cultures était peut-être aussi pratiquée.

#### Rendements
La céréaliculture mésopotamienne réclamait donc un travail important, bien organisé. Il supposait une organisation collective des ouvriers agricoles pour la gestion de l’eau aussi bien que pour les travaux des champs. Dans les périodes où la mise en valeur des terres peut être faite convenablement, il était possible d’atteindre des rendements forts sur les terres de Basse Mésopotamie, autour de 15/1 ou jusqu'à 20/1 voire plus dans les meilleurs cas, même si 10/1 paraît plus courant d'après certaines estimations. Cette productivité a frappé les esprits de certains auteurs grecs comme Hérodote, même si leurs estimations de rendements paraissent largement exagérées. En Haute Mésopotamie, la situation est moins favorable et des pénuries sont plus susceptibles de se produire. Les terroirs sur lesquels on pratique une agriculture sèche auraient eu un rendement faible, de l'ordre de 3/1, tandis que dans les zones irriguées la situation était meilleure, jusqu'à 7/1 voire plus les bonnes années. Les estimations des rendements céréaliers sont cependant imprécises en raison des variations entre les systèmes métrologiques employés dans la documentation cunéiforme, en fonction des lieux et des époques.

### La culture du palmier-dattier

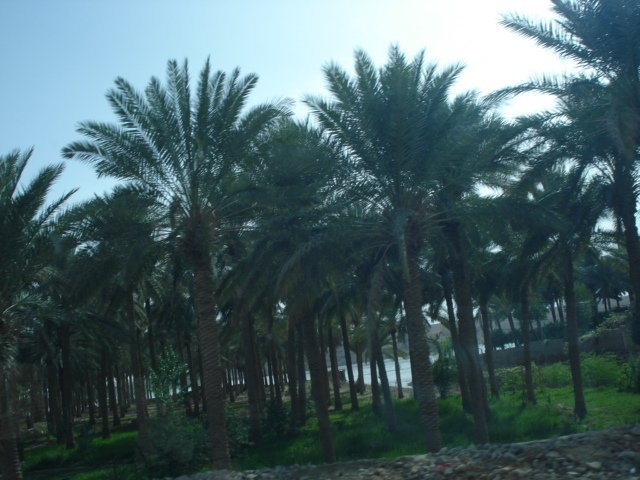
Palmeraie dans l'actuel Irak, dans la région de Bagdad.

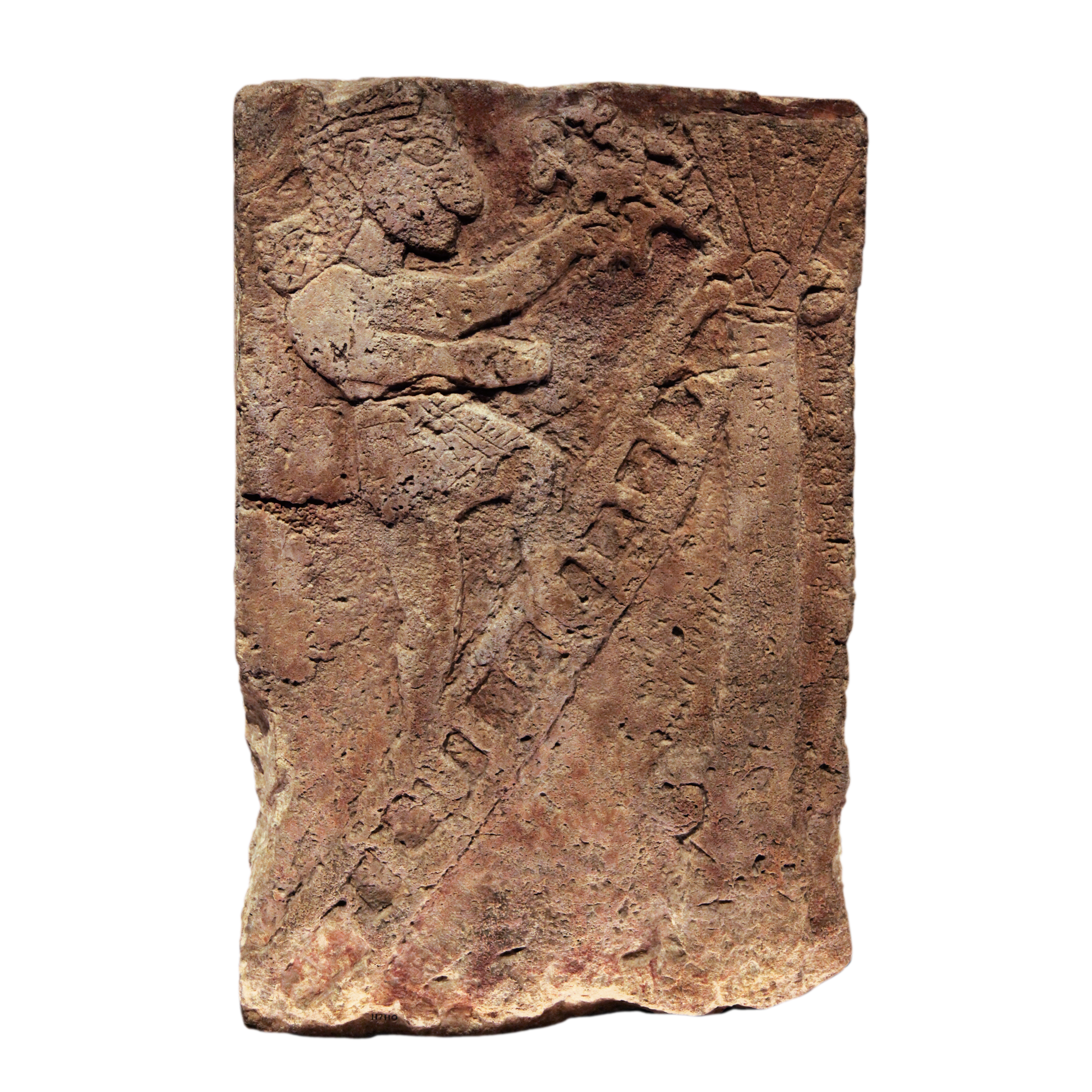
Culture du palmier, bas-relief de Tell Halaf,

La culture du palmier-dattier (GIŠ.GIŠIMMAR/gišimarru(m)) occupait une place majeure en Mésopotamie, surtout dans la moitié sud. Cet arbre avait besoin de beaucoup d’eau, et on en trouvait de ce fait beaucoup le long des cours d’eau à l’état naturel. Il supporte de plus les sols salins, tout en appréciant le soleil et les fortes chaleurs. Autant de conditions favorables à son développement en Basse Mésopotamie. Le palmier était cultivé dans de grandes palmeraies que l'on voit représentées sur certains bas-reliefs à la période néo-sumérienne. Elles étaient irriguées, et divisées en plusieurs lots regroupant des arbres plantés au même moment. Le palmier ne commence à produire des dattes (ZÚ.LUM.MA/suluppū(m)) que vers la cinquième année, et vit une soixantaine d’années. Il faut donc un investissement à moyen terme pour développer une palmeraie, et ensuite planter régulièrement de nouveaux arbres. Les Mésopotamiens avaient développé la technique de pollinisation artificielle des palmiers pour maximiser leur rendement : le pollen mâle était fixé à la main sur les tiges femelles se trouvant au sommet de l'arbre, ce qui impliquait de l'escalader.

### Les «petites» cultures de plein champ
En dehors des céréales, d'autres cultures étaient cultivées sur des champs irrigués, mais avaient un rôle plus effacé. Elles sont d'ailleurs parfois désignées comme des cultures « petites » ou « mineures » (ṣihhirtu(m)) à la période paléo-babylonienne. S'y trouvent plusieurs plantes :
- Le lin (GADA/kitū(m)) est apparemment assez peu cultivé en Mésopotamie avant le Ier millénaire, bien qu’il soit connu depuis le néolithique. Il sert avant tout pour le textile, mais ses graines peuvent également être consommées ou servir pour la production d'une huile[56].
- Le sésame (ŠE.GIŠ.Ì/šamaššammū(m)) est la culture de plein champ la plus importante après la céréaliculture. Elle est introduite en Mésopotamie vers la fin du IIIe millénaire depuis l'Inde. Sa culture nécessite l'irrigation ; les semailles ont lieu au printemps, et la récolte à la fin de l'été. On en tire de l'huile, servant pour l'alimentation, les soins corporels et l'éclairage. Les grains peuvent également être consommés[57].
- Diverses légumineuses identifiées comme des pois chiches (hallūru(m)), des vesces (kiššanu(m)), et d'autres types de pois, des lentilles et des fèves constituaient un complément important aux céréales.
- Les oignons ont aussi pu être cultivés dans des champs.

### Les produits de jardins et vergers
Dans les jardins/vergers (GIŠ.KIRI6/kirū(m)), qui pouvaient être intégrés aux palmeraies, on faisait pousser divers légumes, il ne semble pas y avoir eu de spécialisation dans un type de produit. Sont avant tout attestés la salade, les concombres, les poireaux, l’ail, l’oignon, des légumineuses (lentilles, pois chiches, fèves), et divers types d'épices. On faisait également pousser des arbres fruitiers, principalement des grenadiers, des figuiers et des pommiers, mais aussi des cognassiers, poiriers. Les jardins des rois néo-assyriens et néo-babyloniens présentent une plus grande variété de produits qui sont listés dans des textes glorifiant la capacité de ces souverains à intégrer tous les produits connus dans leurs domaines ; on tente notamment d’y acclimater l’olivier ou le cotonnier.

### La vigne
La vigne pousse surtout dans le nord de la Mésopotamie, et est peu répandue dans le sud où les conditions climatiques ne sont pas favorables à son développement. Plusieurs textes sumériens indiquent qu'on en trouvait dans des vergers, mais sur des surfaces limitées. Elle est en revanche courante en Haute Mésopotamie. Au XVIIIe siècle au sud du Djebel Sindjar, une ville porte le nom de Karanâ, qui renvoie littéralement au « vin » (karānu(m) en akkadien ; GEŠTIN), ce qui indique que les pentes de cette montagne devaient disposer de nombreuses vignes. La documentation sur le vin provient surtout à la période néo-assyrienne, quand les hauts dignitaires de ce royaume se constituent des domaines viticoles importants, attestés par un document de type cadastral relatif à des terroirs situés près de Harran. À la même époque, les distributions de vin sont courantes à la cour royale. On consomme le raisin ou bien on en tire du vin. Le procédé de vinification n'est pas connu par les tablettes mésopotamiennes. Le vin est cependant peu bu comparé à la bière qui reste la boisson alcoolisée la plus répandue en Mésopotamie. C'est plutôt une denrée de luxe, dont les meilleurs crus sont du reste produits dans les régions montagneuses voisines de la Mésopotamie (Syrie, Anatolie orientale, Zagros), et importés par les cours royales de la région des deux fleuves, ce qui semble indiquer que la production proprement mésopotamienne était de basse qualité.

### Élevage

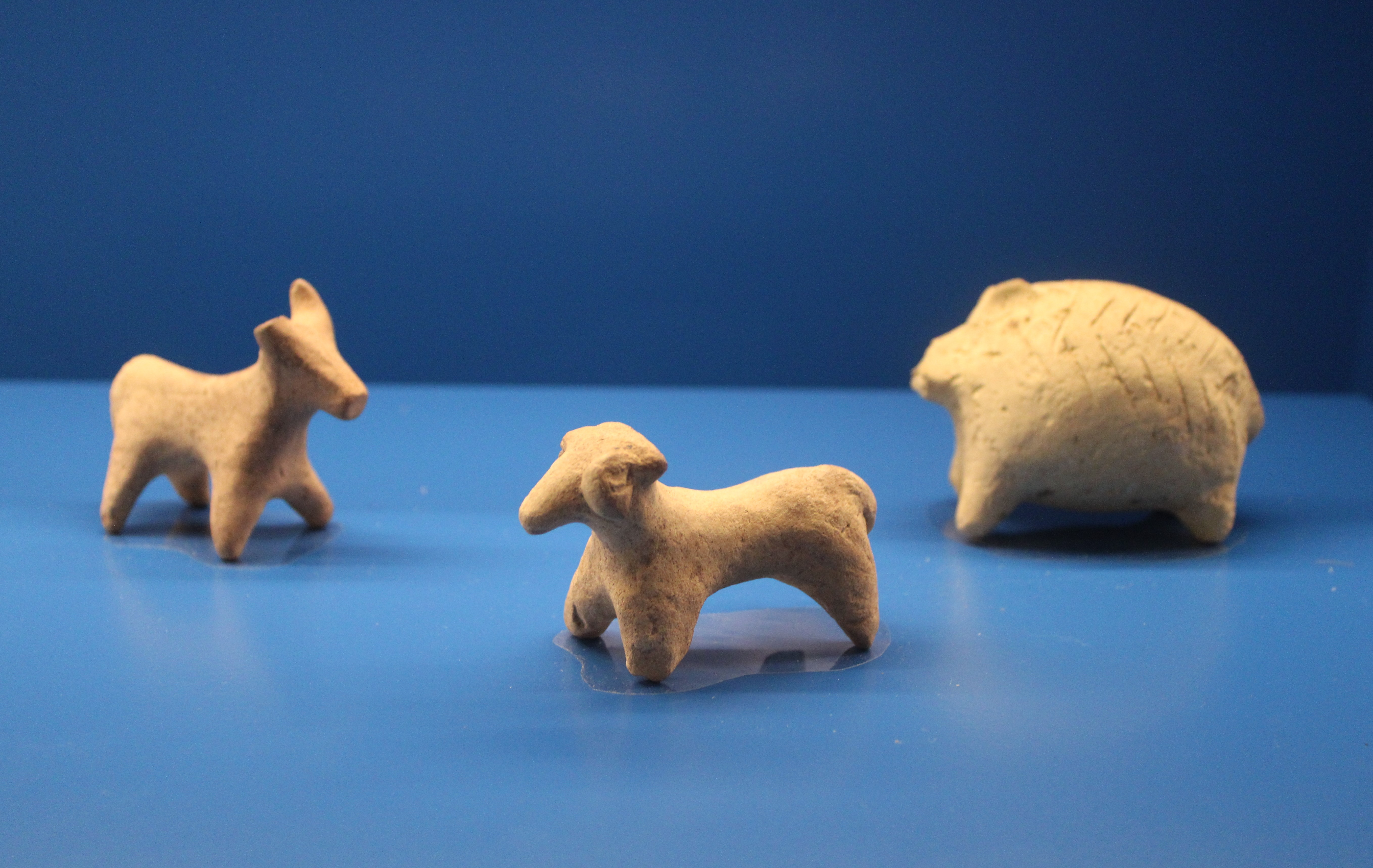
Figurines d'animaux provenant de tombes de Kish, datées d'environ 2500-2300 av. J.-C. : de gauche à droite, une vache, un bélier et un porcin. Ashmolean Museum.

#### La primauté de l'élevage ovin

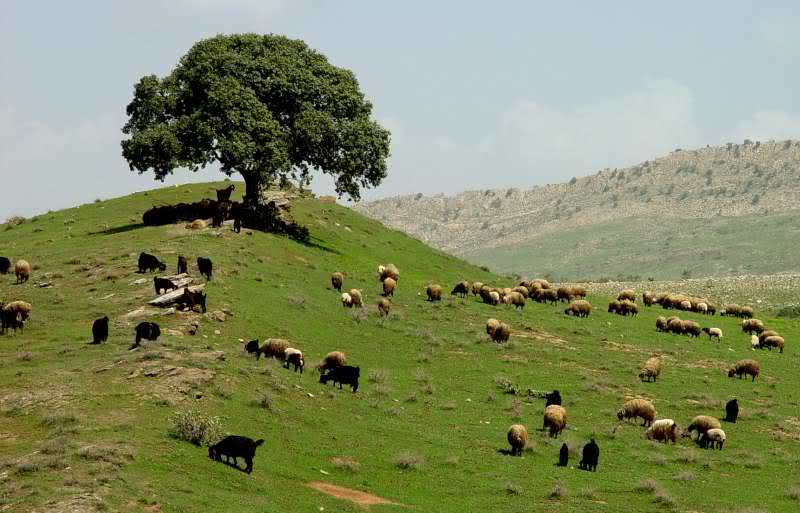
Élevage de moutons dans le nord de l'Irak actuel.

Le mouton (UDU/immeru(m)) est de loin l'animal le plus élevé en Mésopotamie, et de nombreuses races sont attestées dans les textes. Il est bien adapté aux maigres zones de pâtures de la région, notamment les espaces de steppe en raison de sa capacité à se nourrir de peu. Les petits exploitants devaient en posséder quelques têtes, mais ce sont surtout les troupeaux institutionnels, constitués de centaines voire de milliers d'ovins, qui sont connus. Plusieurs pratiques d'élevage des moutons sont attestées : il est courant qu'ils soient placés sur des terres incultes aux abords des terroirs pour y paître, mais d'autres peuvent être engraissés dans des étables (notamment ceux réservés aux offrandes des dieux), tandis qu'une pratique de transhumance existe dans les cheptels des temples du sud mésopotamien, qui expédient leurs troupeaux vers les zones de pâture plus propices de Mésopotamie centrale ou septentrionale. L'élevage des ovins est généralement confié à des bergers spécialisés, qui gardent les troupeaux, et sont responsables des pertes. Ces animaux sont élevés avant tout pour leur laine qui est une matière essentielle pour l'artisanat mésopotamien, mais aussi leur viande, et le lait des brebis.

#### Les bovins

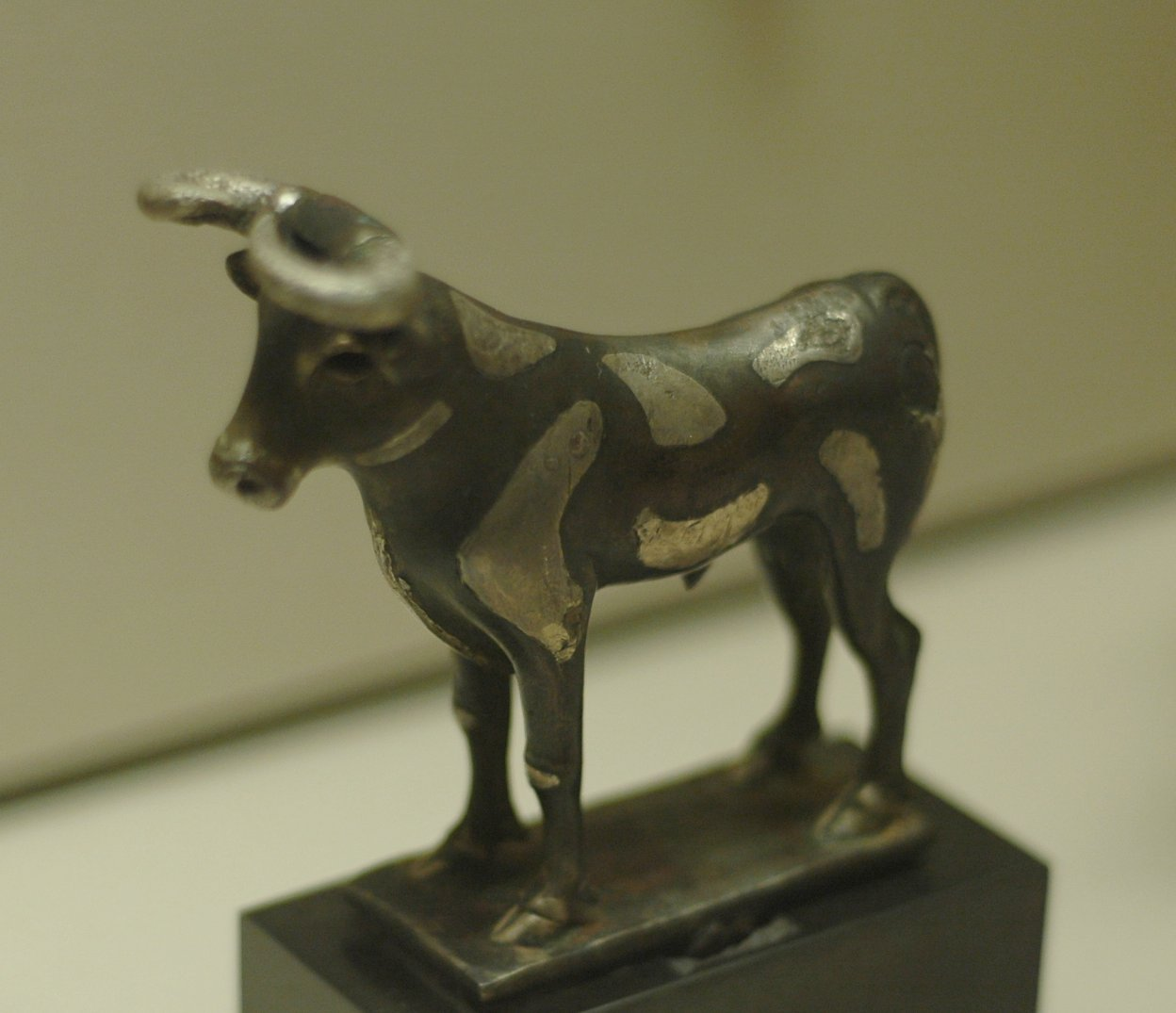
Statuette en bronze incrusté d'argent représentant un taureau, Période des dynasties archaïques III, Musée du Louvre.

Plus difficiles à entretenir que les moutons et donc plus chers, les bovins (GU4, alpu(m) ) sont des éléments essentiels de l'agriculture mésopotamienne, notamment grâce à leur force de travail appréciable pour les travaux agricoles. Leur importance se voit notamment par le fait qu'ils sont les seuls animaux domestiques courants recevant parfois des noms de la part de certains de leurs propriétaires. Plusieurs textes des domaines institutionnels nous informent sur les soins apportés à leur élevage : les veaux sevrés sont alimentés par du fourrage complété par du grain et des roseaux, puis pouvaient être utilisés pour la traction des instruments agricoles à partir de leur troisième année. On remarque qu'à la différence du petit bétail les bovins de labour ne peuvent se contenter des maigres pâturages mésopotamiens et doivent donc recevoir comme les humains des rations alimentaires, demandant donc un entretien plus coûteux. Certains bœufs étaient élevés et engraissés pour leur viande, et les vaches étaient appréciées pour leur lait.

#### Les autres animaux domestiques

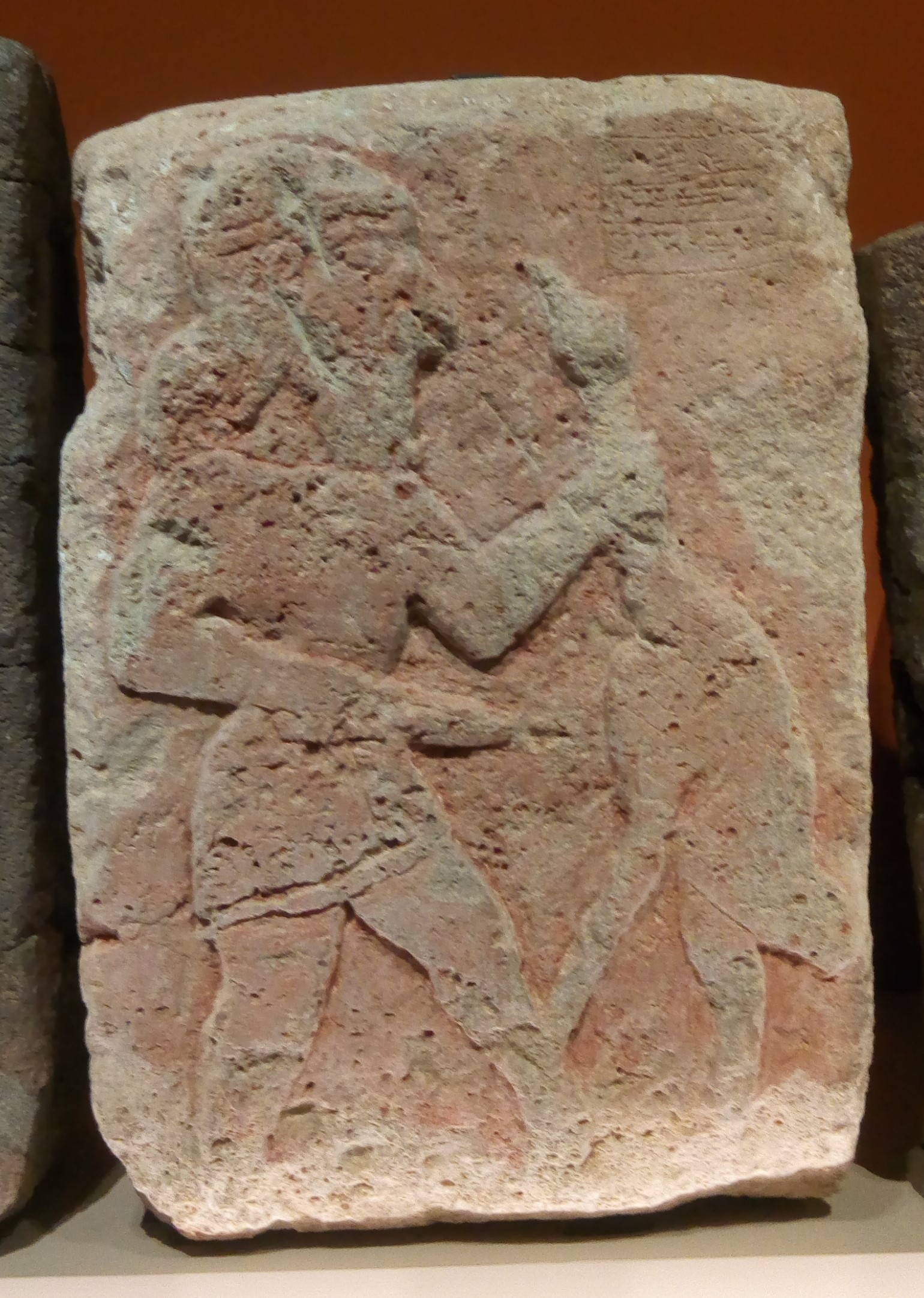
Homme tuant une oie. Bas-relief du palais de Tell Halaf,

Les chèvres (ÙZ, enzu(m)) sont souvent élevées conjointement aux moutons, et on en trouve couramment dans les petites exploitations. Leurs besoins en eau étant moindres à ceux des moutons, elles sont plus résistantes en environnement aride, mais leur élevage est manifestement bien moins développé, parce que leurs poils sont moins essentiels dans l'économie que ne l'est la laine des moutons, et que leur chair semble également moins appréciée. Leur lait est également exploité.
Parmi les quatre premiers animaux domestiqués au Moyen-Orient, le porc (ŠAH, šahū(m)) a occupé une place particulière, étant élevés pour leur viande et leur graisse et sans rôle économique notable. Ils semblent néanmoins assez répandus, élevés en petits groupes et peu onéreux, au moins jusqu'au Ier millénaire quand leur élevage est de moins en moins mentionné dans les textes administratifs puis inexistant dans la Babylonie récente, ce qui s'accompagne d'une dépréciation de l'image de l'animal dans les textes littéraires.
Les équidés sont domestiqués tardivement dans l'histoire mésopotamienne, puisque l'âne domestique (ANŠE/imēru(m) ) n'apparaît manifestement qu'au IVe millénaire, tandis que le cheval (ANŠE.KUR.RA/sīsu(m)) ne se répand depuis des régions extérieures qu'à partir du début du IIe millénaire. Il faut y ajouter l'onagre qui peut être apprivoisé, ainsi que le mulet. Le premier a rapidement joué un rôle essentiel en tant qu'animal de bât et de trait et s'est répandu dans les cheptels mésopotamiens, permettant la mise en place du système des caravanes pour les trajets à longue distance. Le cheval devient quant à lui rapidement un animal très estimé parmi les élites, notamment les guerriers. Son dressage a fait l'objet de soins très attentifs. Les grandes zones d'élevage sont situées en Mésopotamie du nord, mais surtout dans les régions extérieures comme l'Iran occidental ou le Caucase. À partir du début du IIe millénaire et surtout le Ier millénaire le dromadaire et le chameau (ANŠE.A.AB.BA/ibilu) domestiques furent introduits en Mésopotamie et jouèrent un rôle important pour le bât ou la monte, mais leur viande et leur lait étaient aussi consommés.
Parmi les autres animaux élevés, il faut évidemment compter les chiens (UR.GI7, kalbu(m)), notamment ceux servant pour la chasse des souverains qui font l'objet d'attentions particulières. Les oiseaux de basse-cour attestés depuis les débuts de l’histoire mésopotamienne sont les oies, les canards, et les pigeons. Les poules et les coqs n’apparaissent que plus tardivement, depuis l’Inde, sans doute vers le début du Ier millénaire. Les volailles étaient essentiellement élevées pour l'alimentation (viande et œufs). Enfin, l’apiculture ne se développe en Mésopotamie qu’au début du Ier millénaire , avant cela le miel et la cire devaient être récupérés depuis des ruches sauvages.

### Pratiques complémentaires à l'agriculture

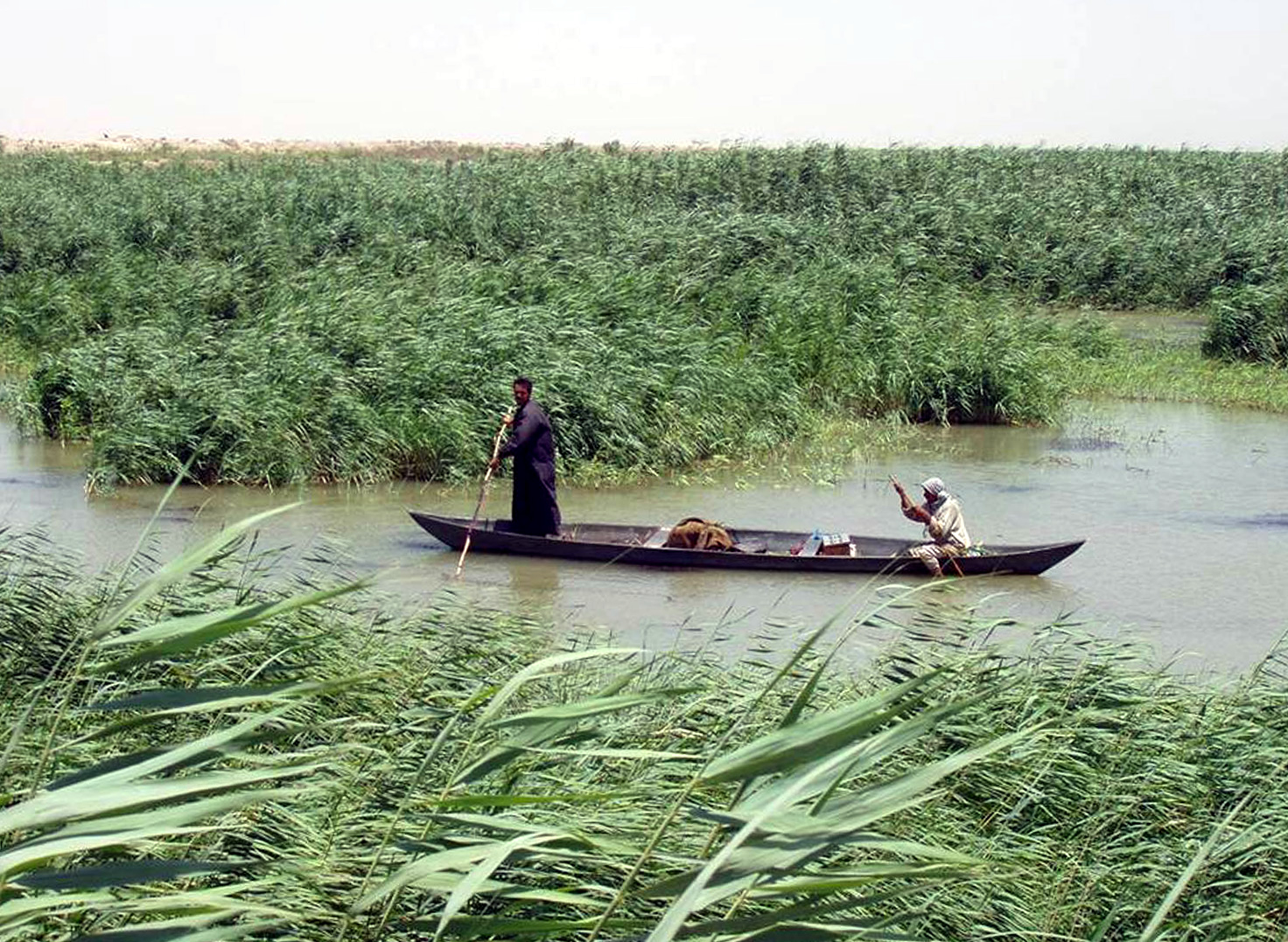
Marais dans le sud de l'Irak actuel.

#### Chasse et pêche
L'exploitation des milieux mésopotamiens par les hommes implique les activités qui ne rentrent pas dans la catégorie de l'agriculture ou de l'élevage mais les complètent. La chasse et la pêche sont importantes, surtout pour l'alimentation, même si elles sont secondaires par rapport à l'élevage à partir des périodes historiques. Elles sont souvent le fait de gens du commun, même si des spécialistes de la chasse et de la pêche travaillant en équipes sont attestés, notamment au service des institutions. Une grande variété d'animaux sauvages pouvait être tuée ou capturée : gazelles, caprins, bovins, porcins sauvages, renards, lièvres, divers oiseaux, mais aussi des insectes, ainsi qu'une grande variété de poissons qui se trouvaient dans les marécages, les fleuves et les canaux ; la pêche en mer est également attestée dans le golfe Persique.

#### L'exploitation des roseaux et du bois
Les nombreux marécages de la partie sud de la Mésopotamie fournissaient différentes variétés de roseaux (surtout le roseau à balai commun) en grande quantité. Ils étaient récupérés pour différentes réalisations, notamment dans la construction de bâtiments (huttes, palissades, chaînages pour les murs de briques, etc.), de bateaux, mais aussi différents types d'objets de vannerie ainsi que les calames servant pour inscrire les tablettes cunéiformes en argile.
La Mésopotamie antique disposait également de ressources en bois appréciables, qui ont depuis largement disparu en raison de leur surexploitation : avant tout le palmier-dattier, mais aussi le peuplier, le tamaris, ainsi que le saule, le genévrier et d'autres, exploités pour leur bois en plus de leurs fruits quand c'était possible. Ces essences locales servent surtout dans la petite construction ; les grands palais et les temples ainsi que les objets en bois les plus remarquables nécessitaient l'importation d'essences de qualité (cèdre du Liban, ébène, cyprès, etc.), mais ils pouvaient être plantés en Mésopotamie, y compris dans le Sud où des plantations de bois d'origine étrangère sont attestées à la fin du IIIe millénaire av. J.-C.. Des équipes de bûcherons procédaient à la coupe et à l'abattage des arbres des institutions, surtout au début du printemps ou à l'automne.

## Historique et structures agraires
Voir les articles sur les différentes périodes de l'histoire mésopotamienne :
- Période d'Uruk (IVe millénaire av. J.-C.)
- Sumer (IIIe millénaire av. J.-C.)
- Empire d'Akkad (Naram-Sin) (v. 2300-2150 av. J.-C.)
- Troisième dynastie d'Ur (Shulgi ; Puzrish-Dagan) (v. 2100-2000 av. J.-C.)
- Lagash (v. 2500-2000 av. J.-C.)
- Mari (v. 1810-1760 av. J.-C.)
- Nuzi (XIVe siècle av. J.-C.)
- Babylone (civilisation)
  - Première dynastie de Babylone (Hammurabi ; Code de Hammurabi) (v. 1800-1600 av. J.-C.)
  - Dynastie kassite de Babylone (Nippur) (v. 1500-1155 av. J.-C.)
  - Période néo-babylonienne (Uruk) (v. 626-480 av. J.-C.)
  - Babylonie tardive (Nippur) (v. 539 av. J.-C. - 80 ap. J.-C.)
- Assyrie
  - Royaume médio-assyrien (Tell Sabi Abyad) (v. 1400-1000 av. J.-C.)
  - Empire néo-assyrien (934-609 av. J.-C.)

## Agriculture et religion

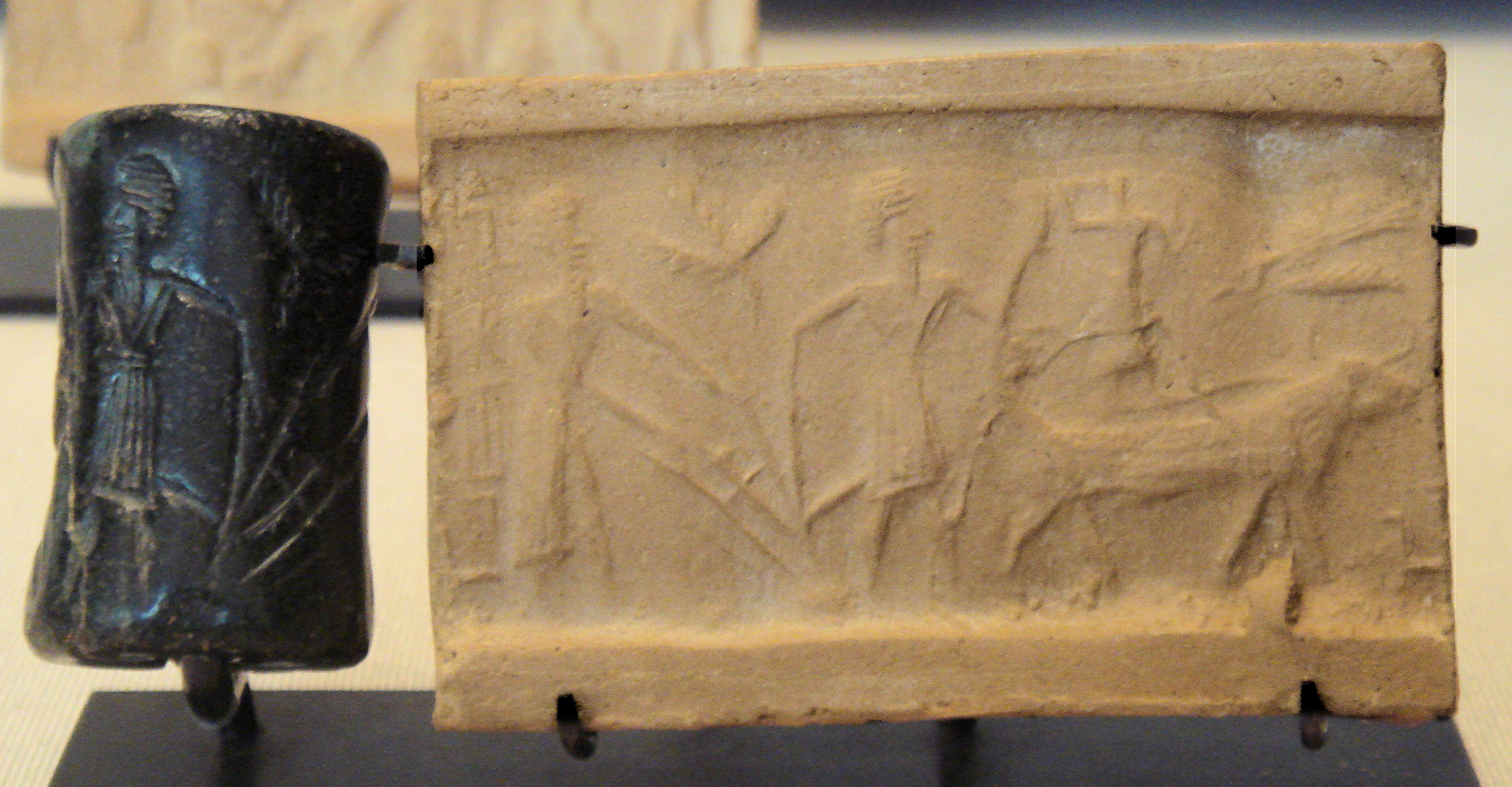
Sceau-cylindre et impression représentant des personnages labourant un champ. Période d'Akkad (v. 2340-2150), musée du Louvre.

Activité majeure de la Mésopotamie antique, l'agriculture était placée sous le patronage d'une grande diversité de dieux de premier et de second plan qui l'avaient organisée ou assuraient son bon déroulement. Elle était vue comme essentielle pour ceux-ci puisqu'elle servait à leur entretien par le biais des offrandes qui leur étaient faites. Des fêtes et des rituels accompagnaient les différents travaux des champs. Mais dans cette civilisation urbaine dans laquelle les lettrés forgent leur vision depuis les temples des villes, la place symbolique de l'agriculture semble s'être réduite au cours du temps. Si à la fin du IIIe millénaire les dieux agraires et fertilisateurs ainsi que les grandes fêtes liées au cycle agricole occupent un rôle majeur, au Ier millénaire ils sont devenus marginaux.

### L'agriculture et l'élevage dans la mythologie mésopotamienne
Suivant les conceptions développées dans les mythes de la Mésopotamie antique, les hommes auraient été créés par les dieux pour les servir, en particulier en assurant leur entretien alimentaire. En leur présentant les productions de l'agriculture et de l'élevage, ils leur montrent qu'ils ont fait prospérer les terres qu'ils leur ont confiées. Ces produits sont donc couramment mobilisés pour les offrandes faites aux dieux, notamment les sacrifices alimentaires, qui dans les principaux centres cultuels peuvent s'élever au quotidien à des dizaines d'animaux, de galettes et des hectolitres de bière. Ce sont souvent les meilleures productions qui sont réservées à la table des dieux. In fine, elles sont redistribuées entre les différents prêtres participant au culte et aux rois.
Suivant ce principe qui est resté immuable durant toute l'histoire mésopotamienne, les différentes traditions relatives à la création de l'homme et à l'organisation du monde et des activités par les dieux mettent en avant le fait que les dieux sont les véritables créateurs de la civilisation qu'ils ont transmise aux hommes pour assurer leur service. L'activité agricole, vue comme une caractéristique essentielle de la civilisation (aux côtés de l'écriture, la ville, les règles juridiques et différentes autres techniques), est donc d'origine divine. Cela est en particulier visible dans la tradition mythologique sumérienne, qui rapporte plusieurs récits relatifs aux origines de l'agriculture, les mythes de création plus tardifs (comme Enuma Elish) ne faisant pas de place spécifique à l'agriculture parmi les autres techniques liées à la civilisation. Le prologue du combat littéraire sumérien entre Ashnan la déesse du grain et Lahar la déesse du bétail raconte comment elles furent envoyées sur terre par les dieux et y apportèrent les techniques de l'agriculture et de l'élevage aux hommes qui auparavant vivaient nus, broutant l'herbe comme les moutons et buvant l'eau dans les fossés. Un autre mythe évoque le rôle des deux dieux secondaires Ninazu et Ninmada dans l'introduction des céréales à Sumer. Le prologue de la liste des rois de Lagash évoque un même état antérieur à l'agriculture dans lequel les hommes sont soumis à la famine, puis les dieux leur apportent les instruments nécessaires à l'agriculture et à l'irrigation (bêche, houe, panier et araire) et un roi pour qu'ils développent l'agriculture et le reste des éléments caractéristiques de la civilisation.
Le rôle organisateur des dieux est plus développé dans le cas du mythe d'Enki et l'ordre du monde, dans lequel le dieu de la sagesse et des techniques Enki organise le monde en assignant des tâches aux différents dieux. Plusieurs passages concernent les activités agricoles et dressent un tableau des divinités sumériennes liées à l'agriculture : Enbilulu est chargé des fleuves qu'Enki a donné de sa puissance fertilisatrice pour nourrir le pays de Sumer, Ishkur doit assurer la fertilité des champs, Enkimdu patron les techniques agricoles, Ashnan la céréaliculture, Shakan la vie pastorale, Dumuzi les bergeries, et le dieu de la justice Utu assure un juste partage des terres.
De nombreux dieux sont donc liés de près ou de loin à l'agriculture. Coexistent des divinités majeures dont un des aspects a trait à cette activité, et d'autres qui y sont spécifiquement dédiées. Parmi le premier groupe, le Dieu-Lune Nanna/Sîn est par exemple couramment associé à l'élevage du bétail, la forme du croissant de lune rappelant celle des cornes de ces animaux, et un beau poème sumérien décrit le magnifique troupeau dont il dispose. Ninurta/Ningirsu, surnommé le « fermier d'Enlil », est quant à lui lié à la culture des champs irrigués et son culte a des aspects agraires marqués. Enki/Ea, dieu de l'Abîme et des eaux douces souterraines, est peut-être plus spécifiquement associé aux zones marécageuses, tandis qu'Enlil semble lié aux activités culturales. Le grand dieu babylonien Marduk, dont le symbole est la bêche, a peut-être une origine agraire. Quant au second groupe, on y trouve une divinité comme Ashnan qui n'est rien d'autre que le Grain divinisé. Une autre catégorie de divinités liées à l'agriculture et à l'élevage est celle des « dieux mourants » symbolisant la mort puis la résurrection de la végétation, en particulier Dumuzi, ou encore Ninazu et Ningishzida.

### Rituels liés à l'agriculture
Les rituels liés à l'agriculture peuvent être regroupés en deux catégories : les grandes fêtes religieuses commémorant des moments du cycle agricole mais qui avec le temps s'en éloignent ; un ensemble de petits rituels pratiqués par les agriculteurs et les éleveurs pour assurer la réussite de leur travail.
Les calendriers cultuels des villes et pays de la Mésopotamie antique, notamment celui de Nippur qui sert de référence, renvoient au cycle agraire même si cela est assez effacé pour une civilisation dont l'activité principale est l'agriculture, surtout aux périodes tardives. Les grandes fêtes agraires sont surtout connues pour la période de la seconde moitié du IIIe millénaire, en particulier celle d'Ur III, et semblent inexistantes aux périodes récentes. Le printemps, période du renouveau de la végétation et de la récolte, est le moment principal de l'année liturgique, jusqu'aux rituels du Nouvel An (en général vers la mi-mars) qui voient le mandat des rois être renouvelés à Babylone et en Assyrie récentes, même si l'aspect politique de ces fêtes semble alors primer sur leur lien avec la fertilité. Les dieux se voient couramment offrir les prémices des récoltes. Certaines cérémonies semblent marquer le début du battage et du foulage des céréales. La période des semailles voit également de nombreux rituels être accomplis. À la période d'Ur III, un rituel voit le roi conduire lui-même un araire. D'autres fêtes ont lieu au moment des crues de l'Euphrate en mai.
Les rituels accompagnant les travaux de l'agriculture et de l'élevage sont divers, et visent à se protéger de différents risques. Certains semblent se dérouler dans les champs mêmes au moment de différentes opérations critiques (mise en eau, labours, semailles, récolte, battage). Les Instructions du Fermier insistent sur cet aspect des choses que tout bon agriculteur doit faire, et prescrivent par exemple de faire une prière à la déesse Ninkilim, maîtresse des animaux nuisibles (surnommés les « chiens de Ninkilim ») qui pourraient manger les cultures, afin de les éloigner. Des rituels exorcistiques, comme ceux contenus dans la série Zu-buru-dabbeda (« Pour immobiliser le criquet-dent »), poursuivent les mêmes buts de protection des champs et des animaux d'élevage contre différentes espèces nuisibles et maladies.

### Mésopotamie et Proche-Orient ancien
- (en) J. M. Sasson (dir.), Civilizations of the Ancient Near East, New York, 1995
- F. Joannès (dir.), Dictionnaire de la civilisation mésopotamienne, Paris, 2001
- (en) D. T. Potts, Mesopotamian Civilization: The Material Foundations, Londres, 1997
- V. Grandpierre, Histoire de la Mésopotamie, Paris, 2010
- J.-L. Huot, Les Sumériens, entre le Tigre et l'Euphrate, Paris, 1989
- (en) J. N. Postgate, Early Mesopotamia, Society and Economy at the Dawn of History, Londres et New York, 1992
- (en) M. Liverani, The Ancient Near East : History, society and economy, Londres et New York, Routledge, 2014
- B. Lafont, A. Tenu, P. Clancier et F. Joannès, Mésopotamie : De Gilgamesh à Artaban (3300-120 av. J.-C.), Paris, Belin, coll. « Mondes anciens », 2017
- (en) R. Westbrook (dir.), A History of Ancient Near Eastern Law, Leyde, 2003
- (en) G. Leick (dir.), The Babylonian World, Londres et New York, 2007

### Articles synthétiques sur l'agriculture mésopotamienne
- (en) Hervé Reculeau, « Farming in Ancient Mesopotamia (And How the Oriental Institute Helped Us Understand It) », News and Notes. The Oriental Institute's Quarterly Newsletter, vol. 232,‎ 2017, p. 4-13 (lire en ligne)
- (en) Michael Jursa, « Agriculture in Bronze Age Mesopotamia », dans David Hollander et Timothy Howe (dir.), A Companion to Ancient Agriculture, Hoboken, Wiley-Blackwell, 2021, p. 151-172
- (en) Michael Kozuh, « Agriculture in Iron Age Mesopotamia », dans David Hollander et Timothy Howe (dir.), A Companion to Ancient Agriculture, Hoboken, Wiley-Blackwell, 2021, p. 539-563
- (en) Hervé Reculeau, « Agriculture », dans Laura Culbertson et Gonzalo Rubio (dir.), Society and the Individual in Ancient Mesopotamia, Boston et Berlin, De Gruyter, 2024, p. 62-146
- (en) Franco D’Agostino et Gabriella Spada, « Animal husbandry », dans Laura Culbertson et Gonzalo Rubio (dir.), Society and the Individual in Ancient Mesopotamia, Boston et Berlin, De Gruyter, 2024, p. 147-177

### Recueils d'articles
- (en) J. N. Postgate et M. Powell (dir.), Bulletin of Sumerian Agriculture, Cambridge, 1984-1995 (8 volumes)
- (de) H. Klengel et J. Renger (dir.), Landwirtschaft im Alten Orient, Berlin, 1999
- (en) R. M. Jas (dir.), Rainfall and agriculture in Northern Mesopotamia, Istanbul, 2000
- B. Menu (dir.), La dépendance rurale dans l’Antiquité égyptienne et proche-orientale, Le Caire, 2004

### Autres études
- P. Sanlaville, Le Moyen-Orient arabe, Le milieu et l'homme, Paris, 2000
- (en) F. A. M. Wiggerman, « Agriculture as Civilization: Sages, Farmers and Barbarians », dans K. Radner et E. Robson (dir.), The Oxford Handbook of Cuneiform Culture, Oxford et New York, 2011
- J. Bottéro et S. N. Kramer, Lorsque les Dieux faisaient l'Homme, Paris, 1989
- (en) Robert K. Englund, « Compte-rendu de Denise Schmandt Besserat, How writing came about, 1996 », Written Language and Literacy, vol. 1,‎ 1998 (lire en ligne)